# Directoire
Pour les articles homonymes, voir Directoire (homonymie).
26 octobre 1795 – 9 novembre 1799
(4 ans et 14 jours)
Entités précédentes :
- Convention nationale

Entités suivantes :
- Consulat

Le Directoire est un régime politique français de type directorial en place durant la Première République, du 4 brumaire an IV (26 octobre 1795) au 18 brumaire an VIII (9 novembre 1799). Il tire son nom du « directoire » c'est-à-dire l'ensemble des cinq directeurs, chefs du gouvernement entre lesquels le pouvoir exécutif et les ministres sont répartis, pour éviter la tyrannie, et dont le siège est au palais du Luxembourg. Mis en place à la fin de la Terreur par les républicains modérés de la Convention thermidorienne, le régime — inspiré par une bourgeoisie enrichie par la spéculation sur les biens nationaux et les assignats — rétablit le suffrage censitaire, qui sert à élire les deux chambres législatives, le Conseil des Cinq-Cents et le Conseil des Anciens. Cette recherche de stabilité sociale est contrebalancée par un renouvellement annuel du tiers du corps législatif et d'un ou deux des cinq directeurs.
Durant ses quatre années d'existence, le Directoire est confronté à des complots royalistes, mais aussi jacobins — telle la Conjuration des Égaux, qui survient en 1796 —, et recourt à la déportation en Guyane. Les élections annuelles sont autant de désaveux pour l'exécutif, qui organise à plusieurs reprises des coups d'État pour se maintenir, notamment celui du 18 fructidor an V, quand les monarchistes sont devenus majoritaires aux conseils. Ces opposants multiplient les reproches à l'encontre du Directoire et appellent à la révision de la Constitution de l'an III. En 1799, un des révisionnistes, Sieyès, devient Directeur, puis fomente le coup d'État du 18 Brumaire, qui met fin au Directoire et entraîne la formation du Consulat, dont la personnalité principale est Napoléon Bonaparte.
La période du Directoire, souvent vue comme une courte période de transition par l'historiographie, est aussi une époque d'agitation militaire, la France faisant face à l'Autriche, tout d'abord lors de la campagne d'Italie, puis à nouveau lorsque est formée la Deuxième Coalition. Alors que Saint-Domingue est en guerre et que la Martinique est occupée, le Directoire fixe la frontière sur le Rhin, départementalise les colonies dans un élan abolitionniste et commence une réorganisation de l'Europe en créant une union douanière avec les républiques sœurs. Une autre entreprise audacieuse menée à l'époque est la campagne d'Égypte, qui consolide la célébrité de Bonaparte. 
Sur le plan intérieur, le Directoire met en place une administration dense, des outils économétriques, des institutions scolaires et des industries qui profiteront aux régimes suivants. C'est une époque de foisonnement culturel et de liberté morale qu'illustrent les Merveilleuses et le style Directoire. En ce qui concerne la religion, c'est plutôt une période d'apaisement : les prêtres réfractaires continuent à être arrêtés — et parfois exécutés —, mais les croix sont désormais tolérées, des écoles religieuses rouvrent et les offices religieux ont plus d'audience, quoique la croyance diminue.

## Histoire

### Origines du régime

#### La fin de la Convention
Après la chute de Robespierre, le 10 thermidor an II (28 juillet 1794), le régime de la Convention nationale prend un nouveau tour : sa dernière année, nommée Convention thermidorienne, est marquée par un retour progressif de la bourgeoisie au pouvoir après la Terreur. La Convention revient notamment sur la loi de Prairial qui accélérait les procédures judiciaires en ôtant toute garantie aux accusés, et les prisonniers de la Convention montagnarde sont libérés. Afin d'éviter une appropriation du pouvoir comme à l'époque du Comité de salut public, il est décidé de renouveler ces comités par quart chaque mois, sans permettre la réélection immédiate des sortants. La plupart des anciens partisans de Robespierre et de ses proches, notamment parmi les députés, jurent fidélité au nouveau pouvoir, ne serait-ce que pour échapper aux poursuites. Tous n'y échappent cependant pas : de nombreux représentants en mission sont aussitôt rappelés et certains sont emprisonnés. Les règlements de comptes entraînent parfois une certaine confusion, tandis que les auteurs du complot du 9-Thermidor perdent peu à peu le contrôle des événements.
Peu à peu, la réaction contre les jacobins s'organise, prenant notamment pour symbole l'exécution de Jean-Baptiste Carrier en décembre 1794 (frimaire an III) et la fermeture de leur club parisien. À l'inverse, une partie des girondins qui avaient été chassés de la Convention y siègent de nouveau. Parmi les mesures qui sont également supprimées se trouve la loi du Maximum général. Si son abandon améliore le commerce extérieur, il entraîne également une chute du cours de l'assignat, des hausses de prix et une augmentation de la spéculation. Cette décision, qui s'ajoute au très rude hiver de 1794-1795, entraîne une grave crise qui frappe notamment les plus pauvres. À Paris, s'ensuivent les insurrections populaires et jacobines de germinal et prairial an III (avril et mai 1795 : meurtre du député Féraud) qui échouent, tandis qu'en réaction, la Constitution de l'an I est déclarée « factieuse » par la Convention. Dès lors, le peuple de Paris, sans disparaître du jeu politique, n’a plus de rôle décisif jusqu'à la Révolution de 1830.
L'agitation populaire n'est pas la seule source de trouble, cependant. Le retour en force d'une partie des prêtres réfractaires, ainsi que de certains émigrés profitant du nouveau contexte pour rentrer en France, entraîne une résistance contre les jacobins dans certaines régions, notamment à Lyon. La réaction royaliste prend également d'autres formes, lors de l'expédition de Quiberon (été 1795) — une tentative de soulèvement dans l'Ouest pour remettre en place la monarchie, qui se solde par un échec, signant ainsi la fin des espoirs absolutistes.

#### Création d'une nouvelle forme de gouvernement censitaire

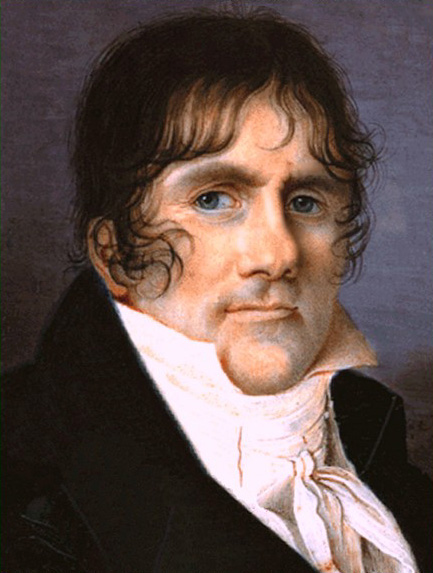
Paul Barras assure la défense de la Convention lors de la mise en place du Directoire.

Les espoirs des monarchistes modérés sont également très affaiblis par la mort du fils de Louis XVI à la prison du Temple, ainsi que par l'intransigeance du comte de Provence. Les succès que rencontrent les armées républicaines renforcent le modèle républicain, qu'il faut encore stabiliser. Une commission de onze membres est choisie pour établir une nouvelle constitution remplaçant celle de l'an I, jugée trop démocratique et assimilée à la Terreur. Sa tâche est, selon Thibaudeau, l'un de ses membres, de trouver « une voie moyenne entre la royauté et la démagogie ». François-Antoine de Boissy d'Anglas présente les conclusions de la commission le 23 juin 1795, et le texte est adopté le 22 août suivant. Sur bien des points, la Constitution du 5 fructidor de l'an III (22 août 1795) rompt avec celles qui l'ont précédée. Elle est notamment introduite par une déclaration, non seulement des droits, mais aussi, chose inédite, des devoirs. Toute référence au droit naturel est bannie, tandis que le principe selon lequel « les hommes naissent libres et égaux en droits » est rejeté. Si la Constitution de 1793 avait pour mots d'ordre la démocratie et l'égalité, celle de 1795 se concentre sur la liberté et la propriété. Les droits au travail, à l'assistance et à l'instruction, qui semblaient acquis quelques années plus tôt, ne sont également pas mentionnés.
C'est un régime de propriétaires qui est mis en place, notamment par le biais du suffrage censitaire qui remplace le suffrage universel envisagé par la Constitution précédente. Les électeurs français sont ainsi 30 000, c'est-à-dire deux fois moins que sous la monarchie constitutionnelle. Afin d'éviter la toute-puissance d'une assemblée, il est décidé de former deux chambres : le Conseil des Cinq-Cents fait office de chambre basse, tandis que le Conseil des Anciens, chambre haute, valide les textes. Il ne s'agit cependant pas d'un bicamérisme à proprement parler : les députés des deux chambres sont élus ensemble, et le Conseil des Anciens est formé par les élus les plus âgés. Les deux chambres ne peuvent pas pour autant communiquer. D’autre part, pour éviter la dictature personnelle, l'exécutif est un gouvernement directorial entre les mains de cinq Directeurs choisis par les Anciens dans une liste préparée par les Cinq-Cents. Le Directoire est renouvelé par cinquième chaque année, un Directeur sortant ne pouvant être réélu pendant cinq ans, rendant ainsi impossible toute conservation du pouvoir. Des dispositions sont également prises pour éviter une réitération de l'élimination des Girondins le 31 mai 1793 : ainsi, les Directeurs ne peuvent envoyer d'armée à moins de 60 km des lieux de réunion des assemblées. Pensée pour éviter tant le retour d'une monarchie que celui d'un régime autoritaire comme l'a été la Terreur, la constitution de l'an III sépare strictement les pouvoirs. Directeurs et Conseils sont spécialisés dans une tâche, et n'interagissent pas entre eux. Ainsi les Directeurs n'assistent pas aux séances des Conseils et ne peuvent provoquer ni leur convocation, ni leur ajournement, ni leur dissolution. Réciproquement les Directeurs ne sont pas responsables devant les Conseils qui ne peuvent ni les interpeller, ni les révoquer. Aucune procédure n'est prévue en cas de désaccord entre les pouvoirs. Pour Maurice Duverger, cela conduit nécessairement à des blocages. « Pour fonctionner, la première constitution républicaine effectivement appliquée va devoir faire du coup d'État un système régulier de gouvernement », écrit-il.
Le régime satisfait également les monarchiens qui espèrent profiter des élections au Directoire pour y placer leurs hommes, et favoriser ainsi à terme un retour de la monarchie en France. Sentant la menace, les Thermidoriens proclament le décret des deux tiers, rendant obligatoire la présence de deux tiers de conventionnels dans les nouveaux conseils législatifs. Le 23 septembre, la Constitution est approuvée par plus d'un million de « oui » contre moins de 50 000 « non ». L'acceptation du principe des deux tiers est, en revanche, beaucoup plus précaire, avec seulement 205 000 voix contre 108 000, tandis que des fraudes ont eu lieu pour faire taire les opposants. Cette situation laisse donc attendre des troubles. Ceux-ci éclatent le 13 vendémiaire an IV (5 octobre 1795) lorsque 25 000 royalistes sans plan bien défini marchent sur les Tuileries où siège la Convention. C'est à Paul Barras que revient la charge de commander les opérations de défense, tandis que le général Bonaparte dirige l'artillerie qui mitraille les insurgés jusqu'à leur dispersion. La répression reste cependant modérée en comparaison de celle qui a touché les insurrections précédentes. Le Directoire étant accepté, il reste à le mettre effectivement en place par le biais d'élections législatives (tenues en 1795).

### Les débuts du régime

#### Mise en place des institutions

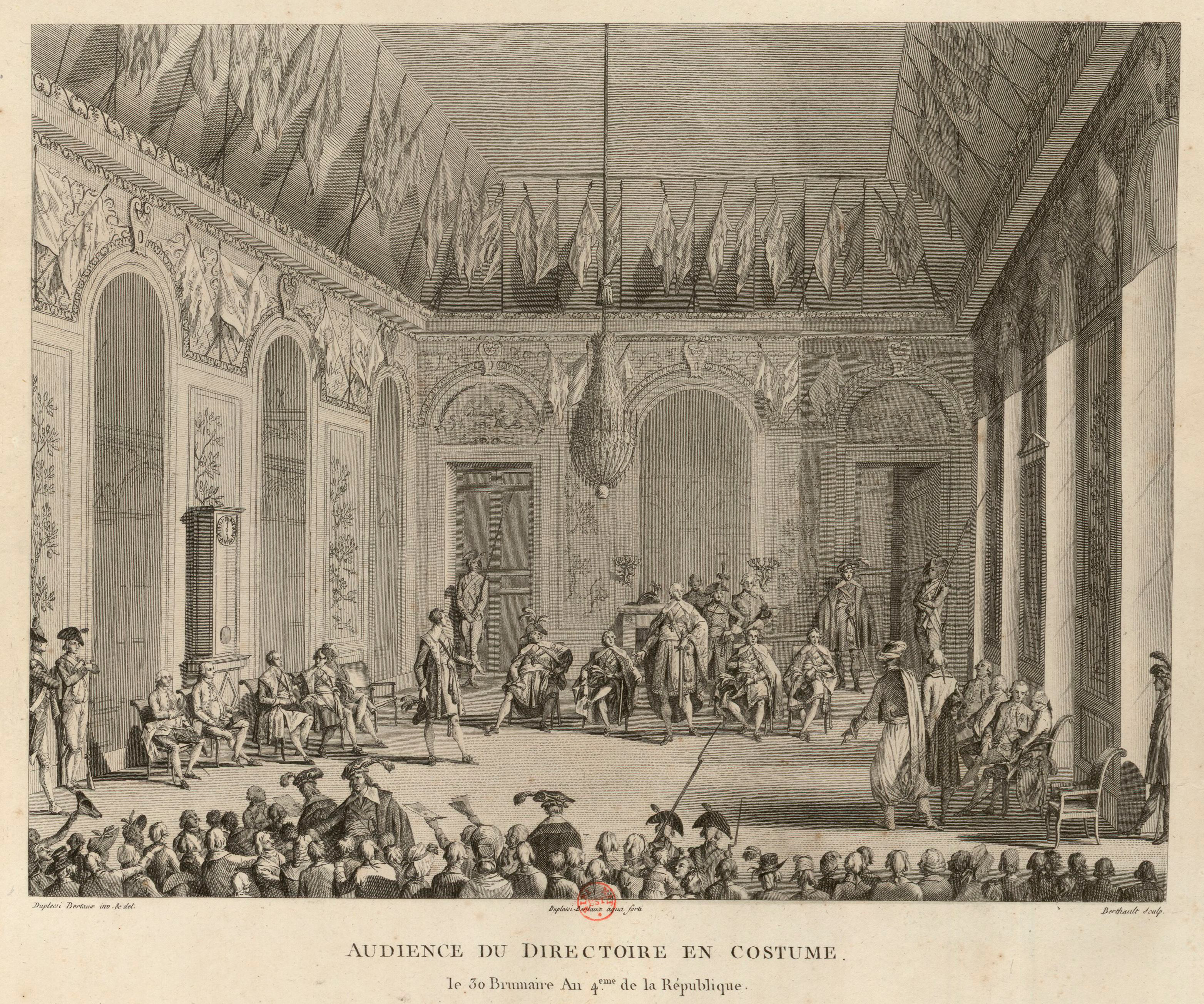
Audience du Directoire en costume, le.

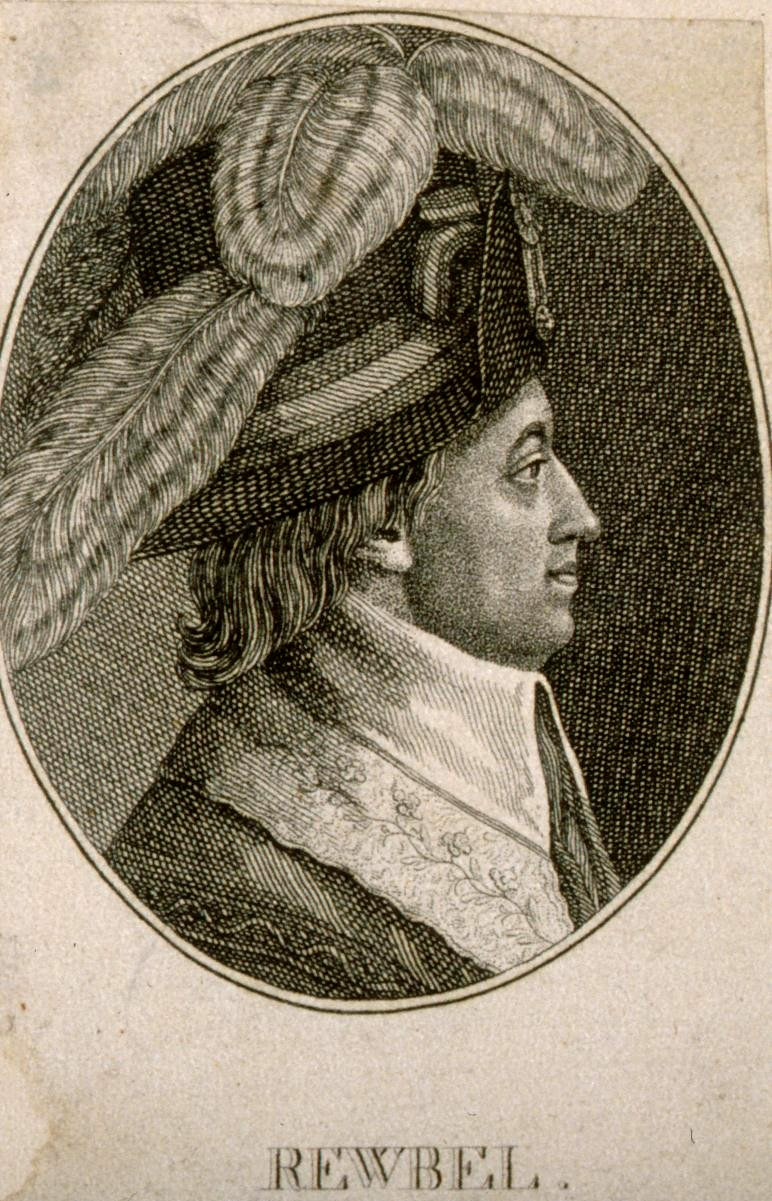
Jean-François Reubell est l'un des cinq Directeurs qui inaugurent le nouveau pouvoir exécutif.

Ces élections se déroulent du 12 au 21 octobre 1795 (20 au 29 vendémiaire an IV), en deux étapes. Il s'agit dans un premier temps, pour les électeurs du premier degré, d'élire les membres des assemblées électorales qui devront ensuite élire les députés. La participation y est très réduite, et les électeurs du second degré sont principalement puisés parmi les notables. Les résultats se montrent très décevants pour les Conventionnels : le seuil prévu par le décret des deux tiers (de fructidor an III, août 1795) n'est pas atteint, 395 Conventionnels étant élus au lieu des 500 requis. Une « assemblée électorale de France », formée des Conventionnels élus, se réunit donc les 26 et 27 octobre pour désigner les 105 représentants manquants. Les situations familiales et les âges des députés sont ensuite examinés pour les répartir entre les deux conseils. Les résultats de l'élection sont très partagés. Si la Montagne est très nettement diminuée, les royalistes, au contraire, connaissent une certaine poussée. Le décret des deux tiers permet cependant de sauver les conventionnels, assurant une bonne base aux Thermidoriens et aux républicains modérés. Paul Barras tente de rassembler derrière les Thermidoriens tous ceux qui seraient susceptibles de craindre le retour de la monarchie, qui lui semble être le plus grand péril. La défaite est telle que Tallien, alors l'un des hommes forts parmi les Thermidoriens, demande l'annulation du scrutin, ce que lui refusent les modérés.
Il s'agit ensuite de nommer les cinq Directeurs, qui doivent être choisis par le Conseil des Anciens sur proposition du Conseil des Cinq-Cents. Ce dernier réussit à imposer son choix parmi les hommes qui détiennent le pouvoir depuis un peu plus d'un an. Le 31 octobre, outre Barras, sont choisis Jean-François Reubell, Louis-Marie de La Révellière-Lépeaux, Étienne-François Le Tourneur et Emmanuel-Joseph Sieyès. Ce dernier, réticent, démissionne aussitôt, et est remplacé par Lazare Carnot. Au sein de l'exécutif se dessinent déjà des tendances et rapports de force. Les Directeurs ont cependant pour point commun d'être tous régicides, éloignant la perspective d'un retour à la monarchie. Les cinq hommes se répartissent également les tâches, chacun selon ses compétences, et choisissent des ministres chargés d'appliquer leur politique. Enfin, ils se divisent la France pour y nommer les commissaires chargés de faire appliquer les lois. Dans ce dernier cas, ils se voient en réalité forcés de suivre l'avis des notables locaux, tout en essayant d'y placer des hommes sûrs. Le régime s'entoure enfin d'une très importante bureaucratie, parfois favorisée par le clientélisme, mais ne dispose pas des moyens financiers et humains pour lui assurer une réelle efficacité. À l'échelle locale, des dispositions sont prises pour mieux encadrer la paysannerie et surveiller les pouvoirs : les petites communes sont ainsi regroupées dans des municipalités de canton.

#### Oppositions et difficultés internes

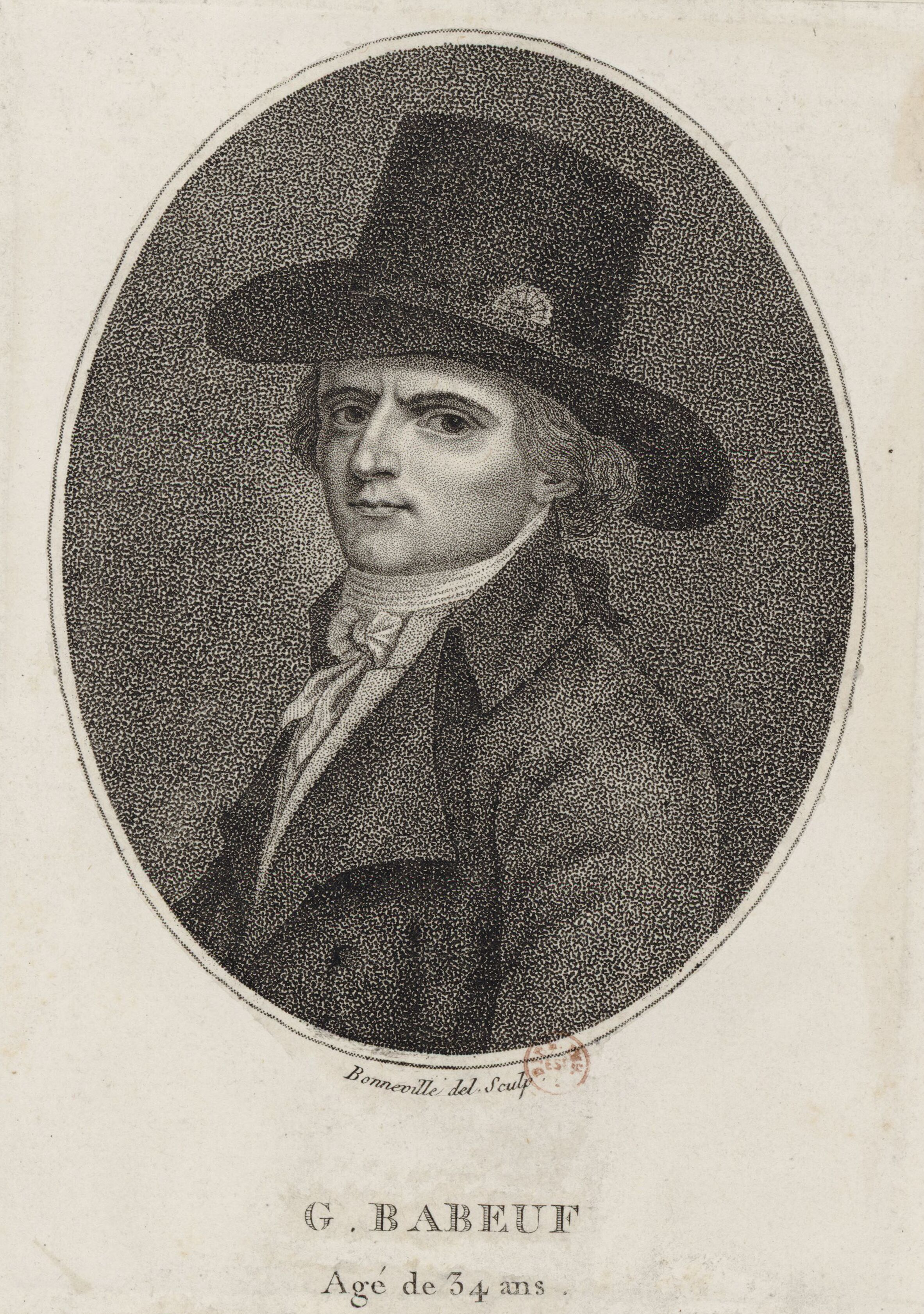
Gracchus Babeuf, instigateur de la conjuration des Égaux.

Dans sa lutte contre le royalisme, le Directoire a donné de nombreux avantages aux Jacobins, jugés être un moindre mal. Des milliers d'entre eux sont amnistiés le 4 brumaire, et journaux et clubs commencent à refleurir. Parmi eux, une partie critique le régime et, conscients de leur faible nombre, ces opposants décident de se rassembler au sein du club du Panthéon, suffisamment modéré à ses débuts pour ne pas choquer les Directeurs, qui l'autorisent. Si le club comporte de nombreuses tendances, entre ceux qui veulent renverser le Directoire et ceux qui privilégient le compromis, un homme a pour espoir de rassembler les républicains : Gracchus Babeuf. Ayant participé à la Révolution et connu plusieurs fois la prison, notamment aux débuts du Directoire, Babeuf prône un régime égalitaire et nouveau. Il souhaite que l'État soit propriétaire des biens et les donne en usufruit aux agriculteurs ; les biens produits seront ensuite rassemblés pour être redistribués équitablement. Pour que ce régime fonctionne, il espère imposer une démocratie directe, un système d'éducation performant pour favoriser l'ascension sociale, et juge nécessaire, pour appliquer ses transformations, de passer par un parti unique qui appliquerait, pendant un court délai, une dictature.
Durant l'hiver 1795-1796, le pays est frappé par une crise économique, tant alimentaire que monétaire et industrielle, tandis qu'une élite restreinte connaît le luxe. Ces inégalités radicalisent les militants, de plus en plus attirés au club du Panthéon par les idées de Babeuf, ce qui effraie le régime. Le club est fermé le 27 février 1796 par Bonaparte, sur ordre du Directoire. Cette fermeture pousse Babeuf et ses partisans à former une Conjuration des Égaux. Celle-ci est très organisée, avec à sa tête un Directoire formé de quatre hommes dont Babeuf, et un grand réseau de diffusion des idées babouvistes, qui atteignent jusqu'aux armées. L'ampleur du mouvement est cependant difficile à estimer : les conjurés pensent disposer de 17 000 hommes à Paris, chiffre certainement optimiste. Le pouvoir, notamment le Directeur conservateur Carnot, craint de plus en plus la propagation du babouvisme. Le 28 avril, il fait dissoudre la légion de police, l'un des plus grands atouts des conjurés. Plusieurs indicateurs informent par ailleurs les Directeurs des agissements de ceux-ci. Le 21 floréal an IV (10 mai 1796), Babeuf est arrêté. À l'issue d'un long procès, il est condamné à mort, de même qu'Augustin Darthé, le 7 prairial an V (26 mai 1797). Après une tentative de suicide, ils meurent tous deux sur l'échafaud le lendemain. La principale raison de l'échec de la conjuration est son incapacité à soulever le peuple derrière elle, bien qu'elle pose les bases de mouvements à venir.
Les troubles viennent également de la droite du Directoire. La répression anti-jacobine qui suit la conjuration des Égaux suscite en effet une peur de l'anarchie favorable aux royalistes. Carnot espère notamment un rapprochement en prévision du renouvellement du tiers du corps législatif pour germinal an V. Ce rapprochement reste incomplet, les demandes des royalistes étant trop élevées aux yeux du régime, notamment quant au retour des émigrés. Malgré cela, le 14 frimaire an V (4 décembre 1796), les Jacobins qui avaient été amnistiés sont à nouveau exclus des fonctions publiques, et les dernières mesures contre les prêtres réfractaires sont abrogées. L'insurrection en Vendée se poursuit, bien que perdant en intensité. Les espoirs des royalistes sont, en vain, tournés vers le général Jean-Charles Pichegru, général en chef de l'armée de Rhin-et-Moselle. Celui-ci est en conflit avec le Directoire du fait du manque de moyens pour son armée, ce qui entraîne la perte de positions face aux Autrichiens. Suspicieux, l'exécutif le rappelle finalement à Paris, où le général discute de sa démission actée le 14 mars 1796. À la fin de l'année 1796, les tentatives de restauration de la monarchie par la voie armée sont toutes en échec, mais de nouvelles élections se profilent.

#### Premières victoires militaires

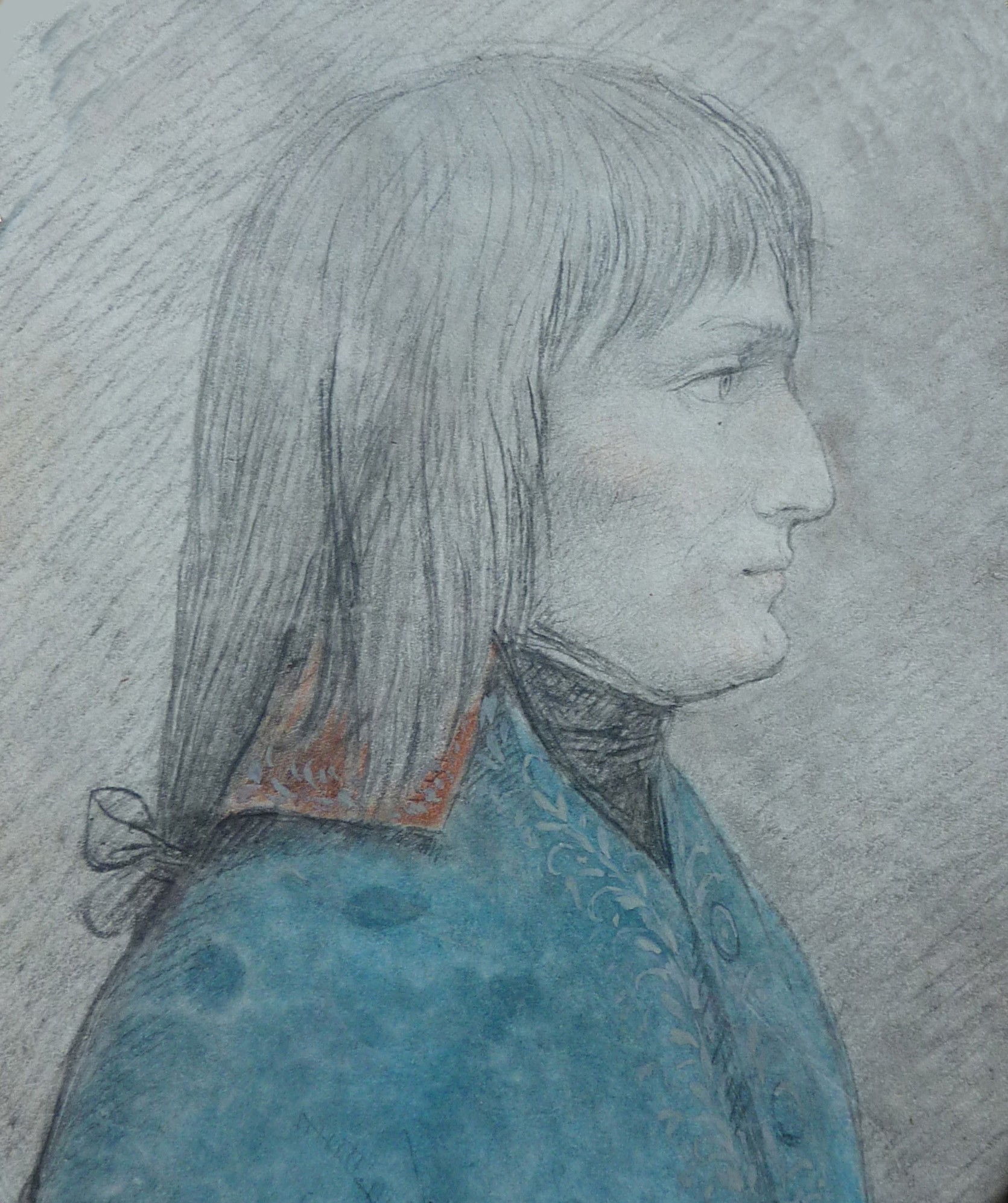
Portrait de profil du général Napoléon Bonaparte. Dessin au crayon rehaussé d'aquarelle, d'après nature pendant la campagne d'Italie en 1796 par Giuseppe Longhi (collection privée).

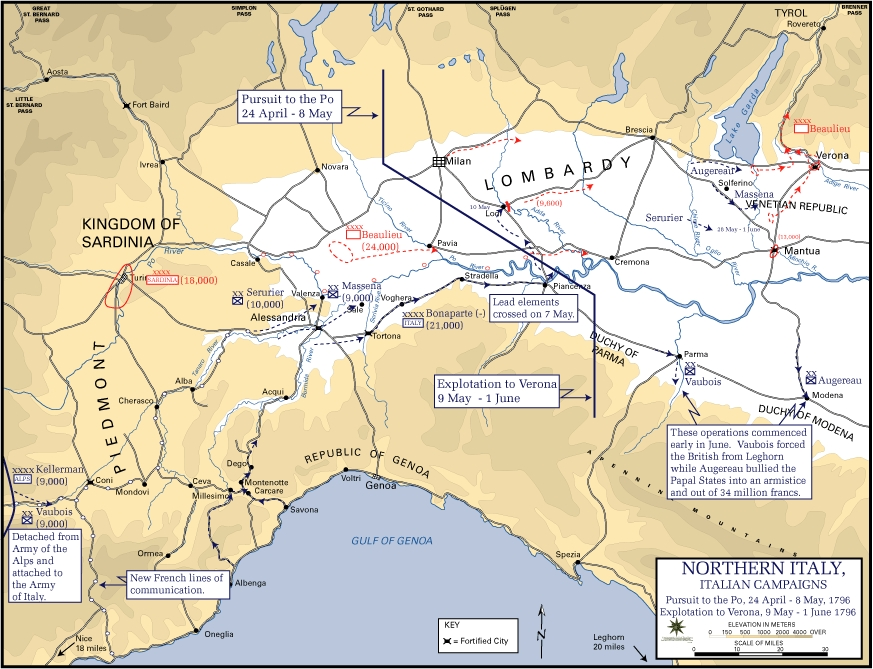
La Campagne d'Italie est un temps fort de l'histoire militaire du Directoire, et contribue à créer le prestige de Napoléon Bonaparte.

Les débuts du Directoire constituent une époque faste pour les armées françaises, notamment marquée par la campagne d'Italie à partir de mars 1796, qui contribue à couvrir de gloire le général Napoléon Bonaparte. Deux tendances s'opposent parmi les Directeurs : Carnot, peu à peu isolé, est favorable à une paix rapide, tandis que le « triumvirat » formé par Barras, Reubell et La Révellière-Lépaux est partisan d'un élargissement de la France jusqu'à ses « frontières naturelles », c'est-à-dire jusqu'au Rhin. L'Autriche et la Grande-Bretagne sont donc les deux ennemis immédiats, et le plan de bataille décidé rejoint ce constat. Les armées de Rhin-et-Moselle et de Sambre-et-Meuse doivent pénétrer en Allemagne pour converger ensuite sur Vienne. Dans le même temps, l'armée de l'Ouest doit faire diversion en débarquant en Irlande ou en Angleterre, tandis que l'armée d'Italie est chargée de contenir un maximum de troupes autrichiennes sur le front du sud. Jourdan est placé à la tête de l'armée de Sambre-et-Meuse, Moreau de l'armée de Rhin-et-Moselle, Kellermann dirige l'armée des Alpes, en renfort de Bonaparte qui dirige celle d'Italie.
Cette dernière est mal équipée et inférieure en nombre à ses ennemis. Bonaparte réussit à tirer parti de cette pauvreté en faisant miroiter à ses soldats les richesses de l'Italie. Il bénéficie également de subordonnés compétents et réussit à profiter des velléités révolutionnaires de certaines populations italiennes. Il parvient dans un premier temps à séparer les Autrichiens de Beaulieu des troupes piémontaises qui, isolées, se replient sur Turin avant de se rendre. Le 28 avril 1796, Victor-Amédée III de Sardaigne signe l'armistice. Le traité qui s'ensuit cède entre autres le comté de Nice et la Savoie à la France. Bonaparte s'occupe ensuite de poursuivre les Autrichiens, remportant le 21 floréal an IV (10 mai 1796) la bataille du pont de Lodi qui lui apporte une certaine gloire. Le 16 mai, il est accueilli à Milan en libérateur. Bonaparte est ensuite envoyé vers le sud, permettant à ses soldats d'accumuler un important butin. Peu à peu, il fidélise ainsi son armée, qui s'attache à sa personne.
Alors que Bonaparte bute sur Mantoue, qu'il doit assiéger huit mois, les armées d'Allemagne, qui devaient mener le plus fort de la guerre, piétinent et leur progression, malgré quelques succès, est bien plus lente que prévu. En septembre-octobre 1796, Jourdan et Moreau doivent repasser le Rhin. Dans le même temps, les Autrichiens harcèlent Bonaparte autour de Mantoue, mais sont battus à Castiglione, Arcole puis Rivoli. Mantoue tombe finalement le 2 février 1797. Afin de porter la guerre sur le sol britannique, le Directoire tente une expédition d'Irlande sous les ordres de Lazare Hoche, expédition avortée fin décembre 1796.
Au printemps 1797, les armées d'Allemagne font à nouveau une percée et progressent rapidement. Bonaparte les prend de vitesse et approche lui-même de Vienne, ce qui pousse les Autrichiens à lui envoyer des émissaires. Le 29 germinal an V (18 avril 1797), le traité de Leoben cède les Pays-Bas autrichiens et la Lombardie à la France. Le 26 vendémiaire (18 octobre) suivant, le traité de Campo-Formio confirme ces dispositions : les négociations sont menées par Bonaparte qui impose ses vues au Directoire. L'exécutif ne peut que se soumettre à la volonté du militaire en pleine ascension, qui lui fournit de l'or et les moyens de lutter contre ses ennemis de l'intérieur.

### Le Directoire face aux crises

#### La poussée royaliste de l'an V et le coup d'État de Fructidor

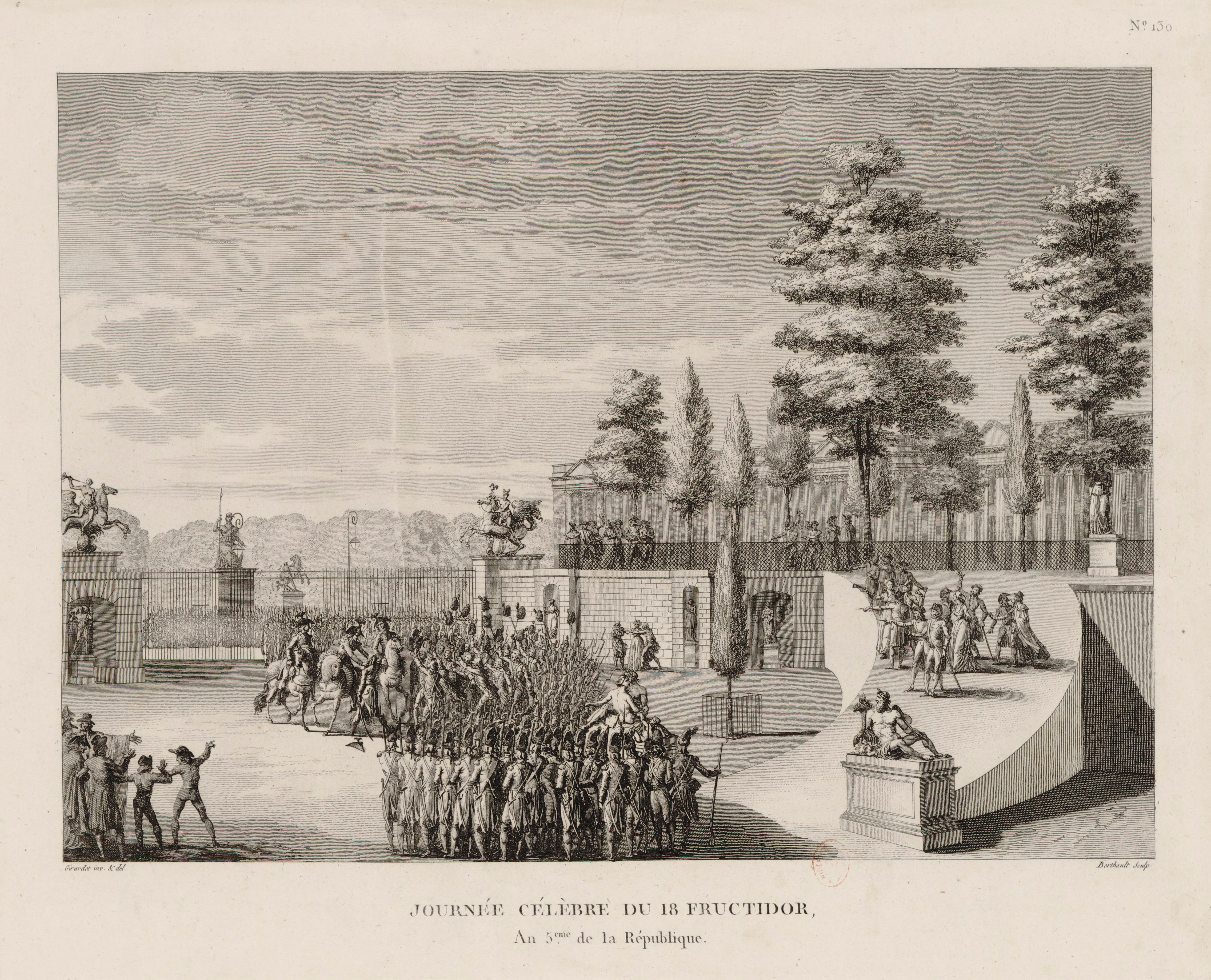
Le 18 fructidor an, le triumvirat contrôlant le Directoire contre la poussée monarchiste par un coup d’État.

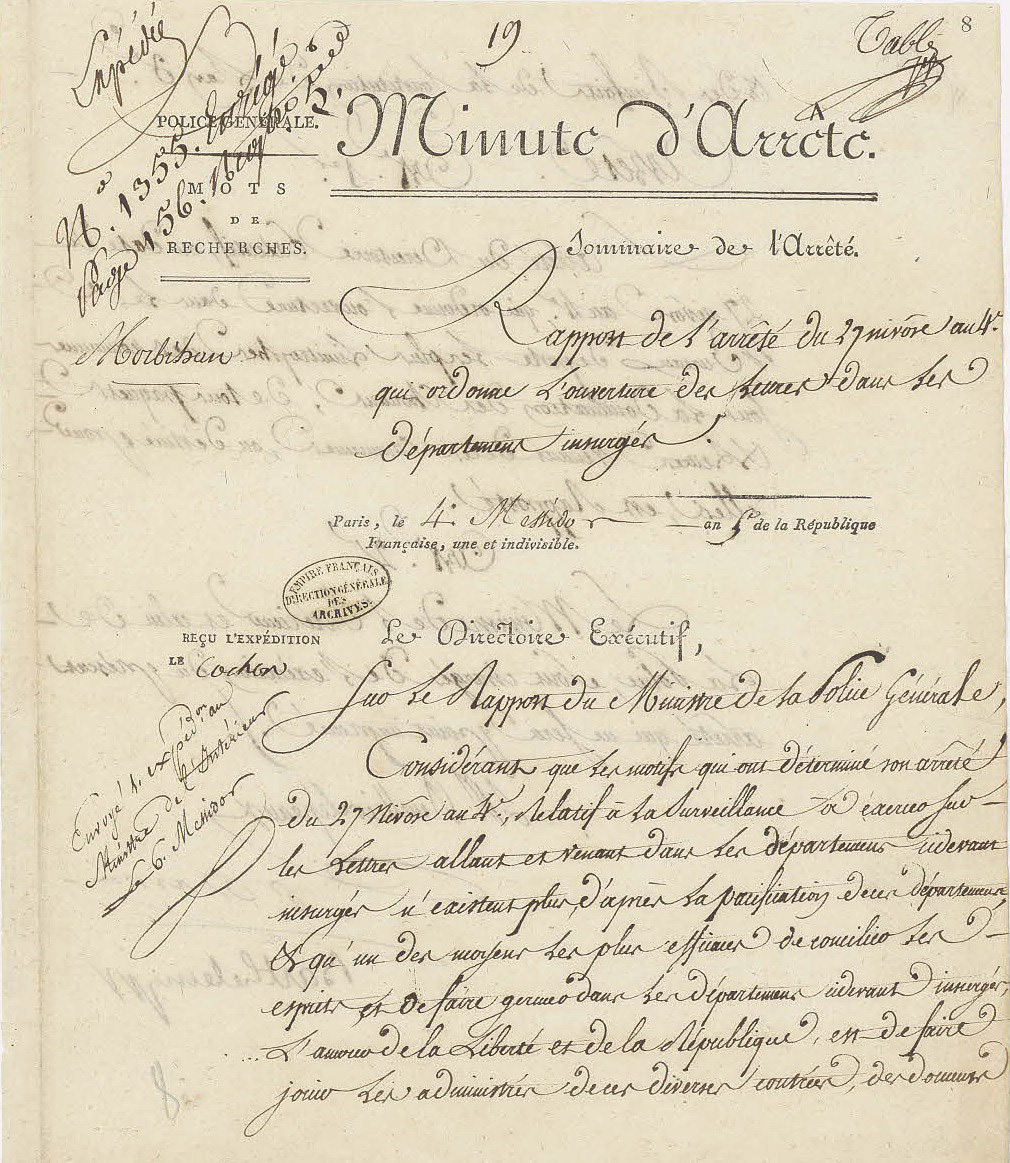
Minute d’arrêté du Directoire exécutif rapportant un arrêté du 27 nivôse an IV [17 janvier 1796] qui avait ordonné l’ouverture dans les bureaux de poste des lettres venant des communes sous la domination des Chouans, Paris, 22 juin 1797. Archives nationales de France.

Après le contexte troublé de la conjuration des Égaux de 1796 et les tentatives royalistes de 1795, les élections de germinal an V (mars- avril 1797) sont attendues par le pouvoir en place avec une certaine appréhension. Il s'agit de remplacer un tiers des conseils, et les directoriaux pourraient y perdre leur majorité. Conscients de l'importance de cette échéance, les royalistes sont cependant divisés : les uns attendent un retour de la monarchie d'Ancien Régime et une forte répression contre tous les révolutionnaires, tandis que d'autres, constitutionnalistes, sont plus modérés. Les différentes tendances ont toutes des favoris différents : le comte d'Artois séduit principalement les tenants de l'absolutisme, tandis que les constitutionnalistes se tournent vers Louis XVIII, jugé plus modéré, ou le duc d'Orléans, qui n'y est cependant pas favorable. D'autres, enfin, espèrent marier Madame Royale, la fille de Louis XVI, avec un prince étranger.
Les royalistes s'accordent néanmoins sur la nécessité de se rassembler pour profiter des élections afin de faire tomber légalement le Directoire. Afin de contrer l'usage des institutions fait par l'exécutif au cours de la campagne, ils se lancent eux-mêmes dans une vaste entreprise de propagande visant principalement à vanter l'ordre et amplifier la peur de l'anarchie, que le régime a déjà contribué à créer à la suite de la conjuration des Égaux. Le Directoire tente maladroitement d'y répondre en aidant la presse républicaine et en amplifiant sa propre propagande par le biais de ses commissaires, mais il ne parvient pas à rattraper son retard. La tête de cette opposition au royalisme est formée par les « triumvirs », Barras, Reubell et La Révellière-Lépeaux. Afin de limiter leurs pertes, ils tentent de faire radier les émigrés des listes électorales, et essaient de s'assurer que les députés tirés au sort pour former le tiers à renouveler seront aussi peu que possible choisis parmi les anciens conventionnels. En fin de compte, leurs manœuvres ne font que dresser les notables contre eux.
Les résultats de l'élection sont une grande victoire pour les royalistes. Sur les 216 conventionnels sortants, 11 seulement sont réélus, dont 6 républicains. 182 députés nouvellement élus sont de tendance réactionnaire et certains s'affichent clairement royalistes. Pichegru est élu président (présidence tournante valable un mois) du Conseil des Cinq-Cents par 387 voix sur 404 votants ; sa gloire militaire est au-delà des partis. Un ancien ministre de Louis XVI, Claret de Fleurieu, fait son entrée au Conseil des Anciens. Si les royalistes sont divisés entre absolutistes et constitutionnels, 300 députés au total sont favorables à la monarchie, et 130 de plus accepteraient une monarchie constitutionnelle si elle survenait. C'est un véritable désaveu pour la politique du Directoire, qui est divisé sur les suites à y donner. Carnot et Letourneur prennent acte du vote et s'opposent radicalement à toute action contre ce résultat, tandis que Reubell et La Révellière-Lépeaux considèrent qu'il faut casser le vote, prendre des mesures draconiennes (expulsion des émigrés, des réfractaires…) avant de revoter. L'exécutif est paralysé. Tiré au sort, Letourneur quitte le Directoire tandis que les conseils choisissent le modéré François Barthélemy, supposé royaliste, pour le remplacer.
Conscients de leur position confortable, les royalistes estiment judicieux d'attendre le renouvellement du prochain tiers des conseils pour assoir leur majorité. En attendant, ils votent plusieurs lois favorables aux émigrés et au clergé, amorçant une démarche contre-révolutionnaire. Les républicains décident de passer à l'action. Les armées leur semblent favorables, à l'exception de celle de Moreau, depuis longtemps soumise à la propagande royaliste. Le 29 messidor an V (17 juillet 1797), les armées de Hoche franchissent la limite symbolique des soixante kilomètres devant les séparer des conseils législatifs. Le 16 fructidor (2 septembre 1797), les royalistes échouent à renverser les triumvirs. Deux jours après, les armées de ces derniers occupent Paris. Lors de ce coup d'État du 18 fructidor an V (4 septembre 1797), des députés, journalistes et officiers royalistes sont arrêtés et déportés, de même que le directeur Barthélemy. Carnot parvient à s'échapper avec la complicité des autres directeurs, mais il est proscrit. La poussée royaliste est stoppée. La répression est brutale, et les trois directeurs restants parviennent à obtenir une nouvelle majorité en évinçant 177 députés (dont 53 ont été proscrits). Ils sont remplacés par leurs adversaires défaits durant les élections. La propagande insiste cependant sur le fait que le sang n'a pas coulé. L'opposition reste modérée, tandis que le régime reçoit des félicitations, notamment de la part de sociétés jacobines. Le Directoire s'assure ainsi un sursis, au prix, cependant, de la légalité. Ce faisant, il perd en crédibilité, montrant que la Constitution de l'an III n'est pas applicable, du moins pas dans le contexte du moment.
La rupture pousse les historiens à parler, à partir de cette date, du « Second Directoire. ».

#### Terreur fructidorienne anti-royaliste et coup de floréal an VI

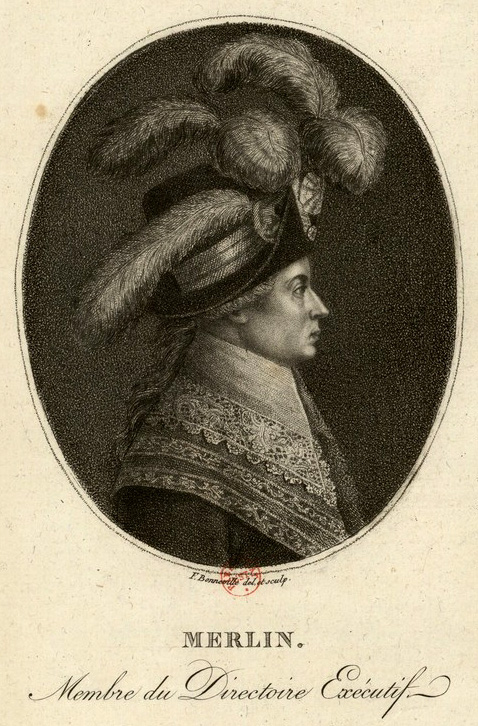
Philippe-Antoine Merlin de Douai, nouvellement nommé Directeur, joue un rôle prépondérant dans la préparation des élections de l'an VI.

La période qui suit le coup d'État du 18 fructidor an V est souvent désignée du nom de « Terreur fructidorienne », bien que cette « Terreur » soit en réalité très éloignée de celle de 1793-94. Elle s'applique principalement d'un point de vue administratif, et consiste notamment à assurer à nouveau l'éloignement des émigrés. La presse est étroitement surveillée, et les élections sont annulées dans 49 départements. De nombreux députés et journalistes, ainsi que le directeur Barthélemy, sont déportés en Guyane. Au sein de l'exécutif, les deux directeurs démis de leurs fonctions sont remplacés par des républicains, Nicolas François de Neufchâteau et Philippe-Antoine Merlin de Douai. L'armée subit également l'épuration (des généraux comme Moreau ou Kellermann sont démis de leurs fonctions), de même que les échelons locaux de l'administration.
D'autre part, la menace royaliste a poussé à une alliance de tous les républicains, et donc à un retour en grâce des jacobins et néo-jacobins. Les clubs sont à nouveau autorisés et le jacobinisme refleurit, sous des formes très variables selon les endroits. Ce milieu présente également un danger pour le régime dans la mesure où il se rapproche des classes populaires. L'objectif des néo-jacobins est de remporter les prochaines élections législatives : face à ce danger, les directeurs envoient dans les provinces des agents chargés de trouver des candidats modérés et de corrompre les électeurs. Plusieurs mesures dans la procédure électorale et le choix des nouveaux directeurs (désormais effectué par le corps législatif tel qu'il était avant l'élection) sont également prises pour éviter une nouvelle percée des royalistes.
Les élections de germinal an VI (avril 1798) visent à remplacer le dernier tiers des conventionnels. Il s'agit également de remplacer les députés chassés en fructidor : ce sont au total 437 hommes qui doivent être élus. Pour assurer la victoire au parti directorial, Merlin de Douai propose de provoquer des scissions dans les assemblées électorales défavorables. De la sorte, le résultat serait défavorable aux néo-jacobins. Malgré cela, les élections sont marquées par une forte poussée de la gauche. Le décompte, à la charge des assemblées, est ralenti et, finalement, tous les litiges sont tranchés par les lois du 18 floréal an VI (7 mai 1798 ; au Conseil des Cinq-Cents) puis du 22 floréal an VI (11 mai 1798 ; au Conseil des Anciens). Ce sont 106 députés qui voient leur élection invalidée dans la procédure, et 53 sièges qui demeurent finalement vacants. 190 candidats gouvernementaux sont en revanche retenus. Si l'opération est légale, les députés ont été fortement guidés par l'exécutif, qui perd à nouveau en crédibilité. Ainsi, Jourdan déclare : « C'est l'exécutif qui nomme les députés. Il n'y a plus de République. Il est bien évident qu'un régime où on s'arrange pour que, systématiquement, les élections soient invalidées afin de créer une assemblée qui plaise au gouvernement n'est plus une république, mais une dictature ». L'invalidation ne touchant que les élus de l'an VI, 110 députés de gauche continuent à siéger dans les conseils. De plus, par la loi du 22 floréal an VI, les corps administratifs et judiciaires sont également épurés.

#### Expansion et revers militaires

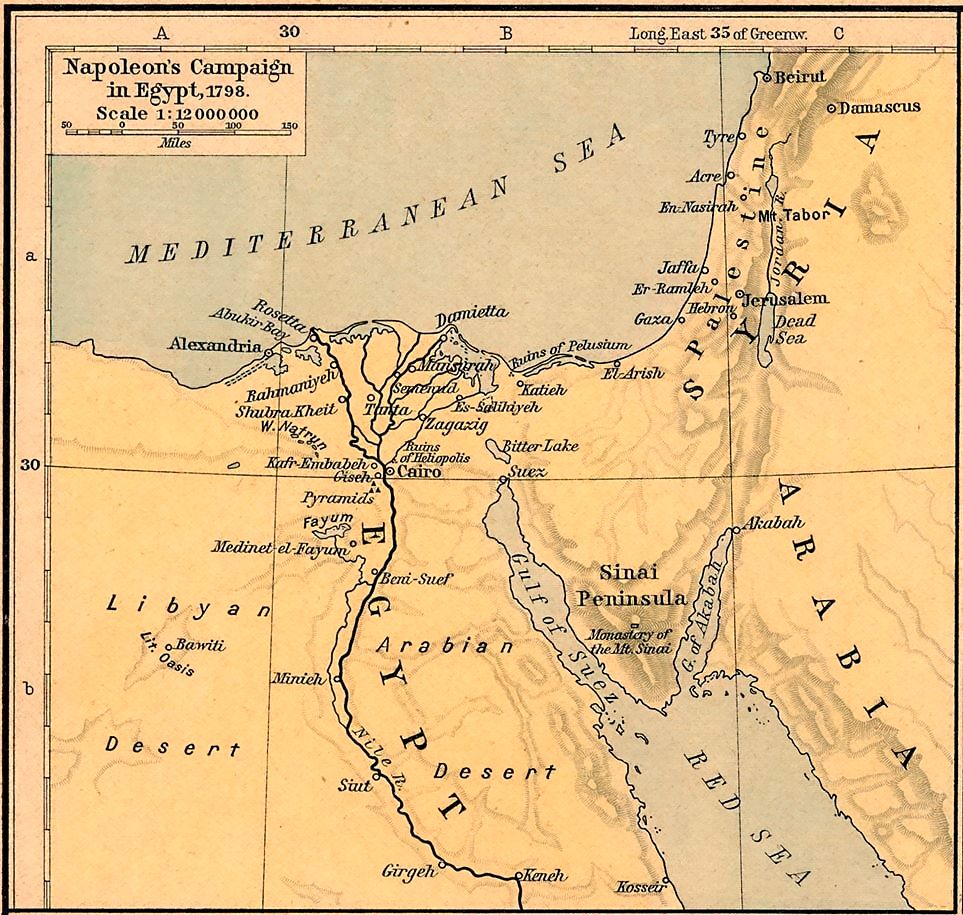
Sur le plan militaire, les dernières années du Directoire sont notamment marquées par la campagne d’Égypte.

Avec le traité de Campo-Formio (vendémiaire an VI, octobre 1797), la France a réglé le problème autrichien. Cependant, la Grande-Bretagne continue à se dresser contre elle, et la handicape, notamment sur mer (la flotte française étant réduite) et dans ses colonies des Antilles. Le Directoire envisage dans un premier temps de confier à Bonaparte une invasion des îles Britanniques, mais celui-ci rend son rapport le 23 février 1798, déclarant le projet irréalisable. Il est alors décidé de se tourner vers les positions anglaises en Orient. La campagne d'Égypte qui s'ensuit continue d'accroître la gloire du général Bonaparte. Parti de Toulon en mai 1798 (floréal an VI), il débarque à Alexandrie le 1er juillet et remporte le 21 la bataille des Pyramides (3 thermidor an VI), qui contribue à la symbolique de la légende napoléonienne. Cependant, au moment où la France assoit sa domination en Égypte, ses armées s'y retrouvent prisonnières, leur flotte ayant été détruite lors de la bataille d'Aboukir. Dans la foulée, Bonaparte tente de détruire le blocus en lançant une expédition en Syrie, mais l'échec du siège de Saint-Jean-d'Acre, en mai 1799, vient mettre un terme à cette tentative. Le Directoire l'ayant laissé libre de céder le commandement quand il le jugerait utile, Bonaparte se fait remplacer par Kléber et repart pour la France le 23 août suivant, en évitant ainsi d'être lié à l'échec final de la campagne.
En Europe, en effet, la France doit faire face à la Deuxième Coalition : à la suite de l'invasion de la République romaine par le royaume de Naples, les armées françaises s'aventurent à nouveau en Italie, occupant Rome puis Naples. Progressivement, la France se retrouve en guerre avec la Russie, puis l'Autriche. Afin d'alimenter ses armées, la France adopte en septembre 1798 la loi Jourdan établissant la conscription. Le corps législatif décide de la levée de 200 000 hommes ; 96 000 seulement partent finalement. Les coalisés ayant décidé d'attaquer sur plusieurs fronts (Italie, Est de la France et Hollande), il est décidé de répondre par des attaques multiples. Cette stratégie risquée se solde par plusieurs défaites. À l'automne 1799, la situation se redresse, sans pour autant faire oublier les échecs diplomatiques du Directoire.
La population se montre par ailleurs très rétive face à la conscription, et les levées sont marquées par l'insoumission et les révoltes. En témoignent les effectifs bien plus réduits que ce qu'attendait le Directoire. Les réticences sont accentuées par une disposition de la loi sur la conscription : les plus riches peuvent en effet payer un remplaçant, créant des inégalités. Lorsque Bonaparte arrive à Fréjus le 9 octobre 1799, l'opinion commence donc à le considérer comme le seul homme apte à rétablir la paix.

### Du Directoire au Consulat

#### Prairial an VII et la revanche des Conseils

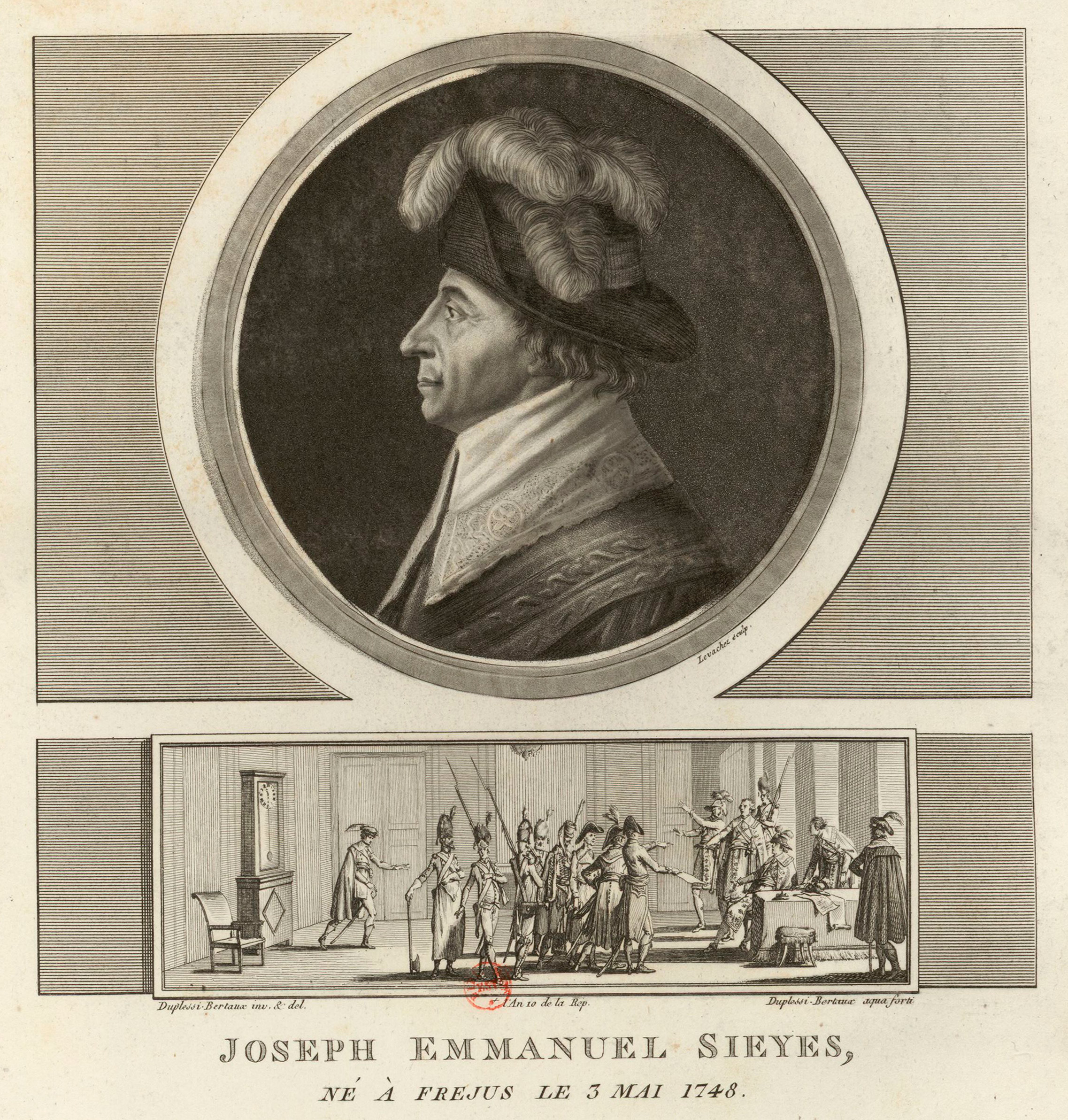
Portrait de Sieyès en médaillon au-dessus d'une représentation du coup d'État du 18 Brumaire,
Paris, BnF, département des estampes et de la photographie, entre 1799 et 1817.

La situation politique et militaire profite aux Jacobins, qui parviennent parfois à entraîner le Conseil des Cinq-Cents contre les excès du Directoire. Après les élections troublées de 1798, l'exécutif appelle avant tout à la modération et à l'apaisement pour celles de 1799. Il ne dispose pas des moyens d'imposer ses vues aussi facilement que l'année précédente. Un tiers seulement des candidats qu'il soutient sont choisis par les assemblées électorales. La participation, très basse, profite aux Jacobins. Les difficultés rencontrées dans la guerre mettent à mal le Directoire, tandis que Reubell quitte l'exécutif pour être remplacé par Sieyès. Celui-ci étant l'un des chefs des « révisionnistes », favorables à une modification de la Constitution pour créer un exécutif fort et stable, sa nomination est un nouveau coup porté aux directoriaux.
La suspicion du corps législatif à l'égard de l'exécutif s'accroît : dans la mesure où les conseils lui sont de moins en moins favorables, le Directoire pourrait être tenté de fomenter un coup d’État. Tandis que Sieyès se rapproche de Barras et envisage d'éliminer les trois autres Directeurs, un député jacobin utilise une légère irrégularité pour invalider la nomination de Treilhard comme Directeur, bien que cette irrégularité n'ait, par le passé, pas été jugée problématique. Malgré l'insistance de La Révellière-Lépeaux, il choisit de démissionner et est remplacé par Louis Gohier, un Jacobin modéré. Le lendemain, 18 juin 1799, le Coup d'État du 30 prairial an VII (aussi nommé « revanche des conseils ») force à la démission La Révellière-Lépeaux et Merlin de Douai, accusés de fomenter un coup d’État, et tous deux sont remplacés par Roger Ducos et Jean-François Moulin. Le nouveau Directoire est donc aligné sur les positions révisionnistes, Barras se ralliant pour survivre.
Se pensant revenus en force, les Jacobins prennent confiance et obtiennent plusieurs mesures : les lois limitant la presse sont abrogées, tandis que la conscription est instaurée, ainsi qu'un emprunt pour financer l'effort de guerre. Afin d'assurer la sécurité intérieure et d'éviter les troubles fomentés par les royalistes, ils font également adopter la loi des otages permettant, dans les localités troublées d'arrêter des nobles et parents d'émigrés. Prenant de l'importance, les néo-jacobins créent le Club du Manège qui leur sert de lieu de réunion. Les craintes d'un retour à la Terreur commencent à poindre dans la presse, et Sieyès finit par faire fermer le club sans que cette décision suscite beaucoup de protestations. Il liquide ainsi ses alliés de gauche trop turbulents.
L'agitation touche également les sphères royalistes qui se remettent peu à peu de la Terreur fructidorienne. Persuadés de disposer de forces suffisantes, les royalistes décident de profiter des attaques étrangères à l'Est pour lancer des insurrections dans le Sud-Ouest. Mal préparées et concertées, ces entreprises échouent, notamment à Toulouse et Bordeaux. La répression venue du Directoire reste modérée, ce qui déçoit les républicains de ces régions qui attendaient une forte réaction.

#### 18 et 19 brumaire an VIII

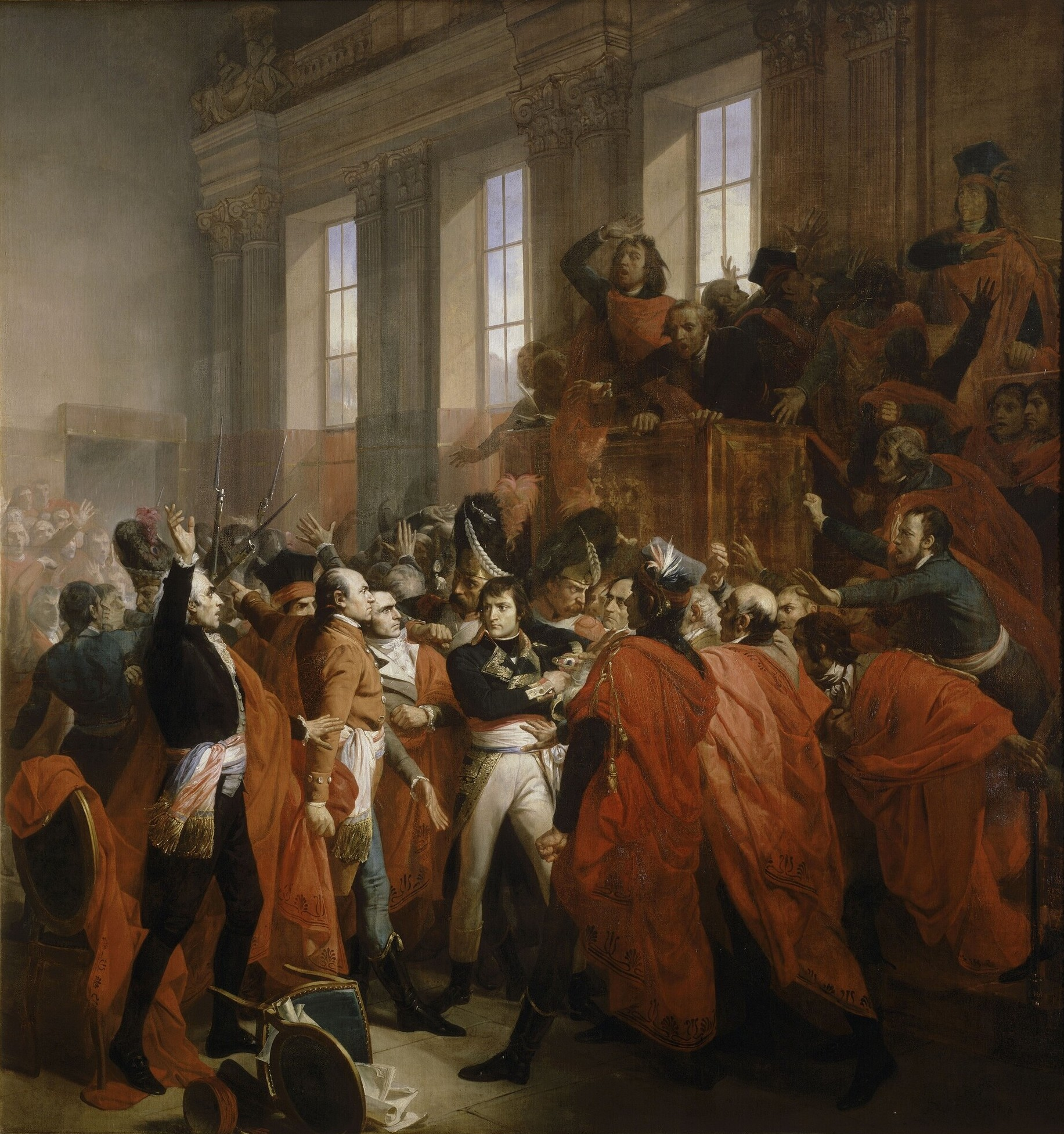
Lors de son coup d'État, Bonaparte est pris à partie par le Conseil des Cinq-Cents réuni à Saint-Cloud le.
Huile sur toile de François Bouchot, château de Versailles, 1840.

Si le Directoire a réussi à obtenir un sursis, Sieyès et ses proches considèrent qu'il ne pourra pas continuer à survivre sans un net renforcement du pouvoir exécutif au détriment du législatif. Ils sont également conscients qu'un tel changement ne pourra se faire pacifiquement. En effet, les modalités de révision prévues par la constitution sont particulièrement complexes et entraîneraient une procédure pouvant durer dix ans. Des tests menés dans les Républiques sœurs, dont les constitutions sont calquées sur celle de l'an III, confirment qu'un changement par des biais légaux pourrait être long et compliqué. Ce constat permet à Sieyès de fédérer les partisans d'une révision autour d'un projet de coup d’État. Afin de rendre progressivement acceptable l'idée du recours à une dictature, les journaux modérés contribuent à créer, par des discours alarmistes, une légende noire du Directoire : l'idée de la fin du régime devient ainsi inéluctable, bien que ces discours de crise soient éloignés de la réalité du pays. Le prétexte d'un complot jacobin permettra d'éloigner les conseils de Paris, aussi Sieyès travaille-t-il à cultiver la peur de l'« anarchie » chez les notables. Il a également besoin d'un soutien militaire. Il décide d'abord de s'appuyer sur le général Joubert, mais ce dernier est tué à la bataille de Novi.
De son côté, fraîchement rentré d'Égypte en octobre 1799, le général Bonaparte rencontre les différents partis, sans exprimer lui-même ses opinions profondes, et finit par se rapprocher de Sieyès, feignant de partager ses idées révisionnistes. Il accepte d'être le bras armé du complot, qui consistera à attirer les conseils au château de Saint-Cloud pour faire voter le changement de constitution au moment où les cinq Directeurs démissionneront. Bonaparte parvient à imposer ses vues à Sieyès. Au lieu de faire voter directement la constitution rédigée par ce dernier, le coup d’État aura pour but de faire former par les conseils un consulat composé de trois hommes (dont le général) qui rédigera ensuite une nouvelle Charte avec l'aide de députés.
Le 18 brumaire an VIII (9 novembre 1799), comme prévu, le Conseil des Anciens vote le déplacement à Saint-Cloud, les opposants supposés ayant été écartés pour assurer le résultat. Dans le même temps, Sieyès et Roger Ducos démissionnent de leur poste de Directeur, selon le plan. Barras, à qui on annonce la démission de l'ensemble du Directoire, comprend vite qu'il n'a pas d'autre choix que de faire de même. Les deux derniers Directeurs (Moulin et Gohier) refusant de se démettre, ils sont placés sous bonne garde. Mais le 19 brumaire (10 novembre) à Saint-Cloud, des oppositions se manifestent encore aux Anciens, et le Conseil des Cinq-Cents se montre rétif à adopter le projet : Lucien Bonaparte, son président, est forcé par les Jacobins de faire prêter un serment de fidélité à la Constitution. Et lorsque les Conseils apprennent la démission des trois Directeurs, ils envisagent d'en élire de nouveaux. Napoléon Bonaparte tente un discours qui se révèle désastreux devant le Conseil des Anciens, puis se rend aux Cinq-Cents où il est bousculé et traité de « hors la loi » : rien ne se passe comme prévu, tout semble alors perdu pour le général factieux.
Les deux frères Bonaparte sortent alors haranguer les soldats, faisant naître la rumeur d'une tentative d'assassinat sur leur général. Les colonnes armées des généraux Leclerc et Murat envahissent l'Orangerie où se trouve le Conseil des Cinq-Cents et en chassent les députés (on dit même que certains élus sautent par les fenêtres). Puis, les élus irréductibles ayant donc fui, les Cinq-Cents ainsi épurés sont retournés par le député Bérenger qui fait applaudir le nom de Bonaparte, l'armée, le peuple souverain..., en promettant que la fin de la Révolution permettra la fondation d'une vraie République unie. Pour leur part, les Anciens, apeurés, las, se résignent le 20 brumaire dans la nuit à voter le changement de gouvernement sous la forme d'un Consulat provisoire constitué d'une Commission consulaire exécutive (Bonaparte, Sieyès et Ducos), flanquée d'une commission intermédiaire législative et constitutionnelle issue des Conseils, pour rédiger la Constitution de l'an VIII. Les Conseils sont suspendus. Pour faire avaliser le tout, Lucien Bonaparte convoque une centaine de députés des Cinq-Cents ralliés, dociles, qui acceptent de se joindre aux Anciens pour abolir le régime ; le Directoire a désormais disparu. Une opération de propagande est lancée afin de légitimer le coup d'État, le discours variant selon sa cible : on informe le public de gauche que les événements visaient à défendre la République mise en danger, tandis que l'on dit aux gens de droite que Brumaire a pour but de rétablir l'ordre public. Le ralliement reste cependant mitigé, et il est clair que l'issue favorable à Bonaparte a été acquise par la force armée, sous la menace : il s'agit bien d'un coup d'État, mal maquillé.
La préparation d'une nouvelle Constitution débute alors. Sieyès projetait la création d'un poste de Grand Électeur, qui lui permettrait de se hisser à la tête de l'État, mais Bonaparte manœuvre contre ses plans et la Constitution de l'an VIII donne le pouvoir exécutif au Consulat, auquel sont nommés Jean-Jacques-Régis de Cambacérès, Charles-François Lebrun et Bonaparte lui-même. Ce dernier va alors graduellement rassembler un pouvoir accru en se faisant nommer Premier Consul, puis Consul à vie en 1802.

## L'économie française sous le Directoire

### La libéralisation de l'économie
Après l'épisode de dirigisme économique que connaît la France sous la Terreur, la convention thermidorienne revient à une politique libérale qui est poursuivie par le Directoire. Le démantèlement des contrôles et taxation commence dès la fin de l'année 1794, avec en particulier l'abolition du maximum le 4 nivôse an III (24 décembre 1794), et le Directoire finit de libéraliser l'économie en rétablissant la liberté de formation des sociétés de commerce (novembre 1795), en dérégulant les changes monétaires (17 juillet 1796), en supprimant le système de l'arrondissement qui assignait un lieu de marché à chaque producteur de grain (été 1796), ou encore en revenant à un système de libre vente et circulation des denrées (loi du 9 juin 1797). Cette logique libérale pousse également le Directoire à supprimer les régies publiques au profit d'entreprises privées sous contrat (février 1796).
Cette faveur accordée au libéralisme économique s'explique en grande partie par la sociologie des responsables politiques de l'époque, dont Ramel-Nogaret, issu d'une famille marchande et ministre des Finances du Directoire, est un bon représentant. Du point de vue institutionnel, la constitution de l'an III veut offrir des garanties sur la stabilité des finances publiques. Ainsi le pouvoir exécutif, s'il a la tutelle du ministères des Finances, ne contrôle pas la comptabilité, ni la trésorerie dont les commissaires sont élus par les Conseils. Il n'a pas non plus l'initiative des lois de finances. Or ce sont bien les questions monétaires et financières qui apparaissent comme les plus urgentes à régler.

### Crise des finances et assainissement

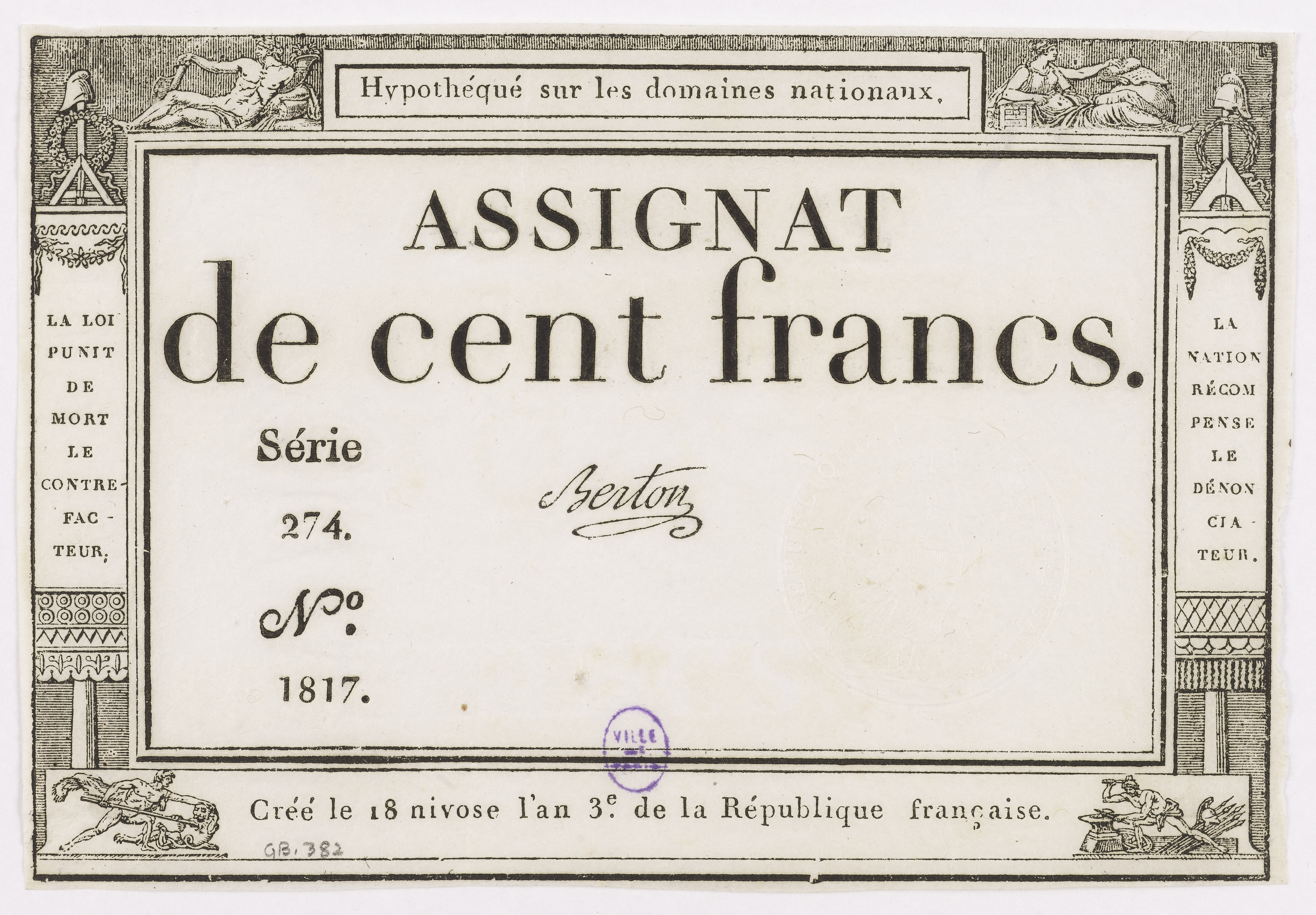
La crise de l'assignat touche durement l'économie aux débuts du Directoire.

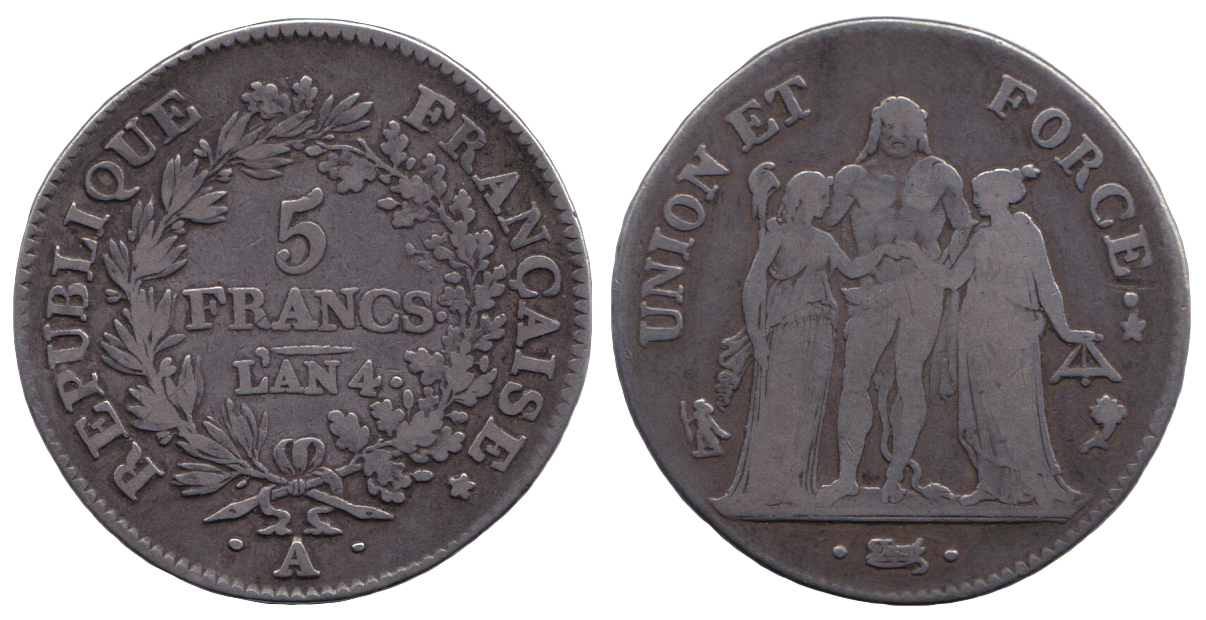
5 francs, première année de frappe (L'AN 4). Argent 900. Ces pièces ont été frappées de 1796 à 1802.

Le Directoire est marqué par une dure crise financière à laquelle le régime répond péniblement dans un premier temps. Le Directoire subit notamment les derniers contrecoups de l'assignat : celui-ci, dont la valeur ne cesse de baisser, est dédaigné, voire totalement refusé par les commerçants. Une nette inflation touche le pays : ainsi, en 1795, l’État doit-il revaloriser le salaire de ses employés en multipliant par 30 celui qui était versé en 1790, sans que cela compense la chute de la monnaie. Le gouvernement tente également un emprunt forcé de 600 millions touchant le quart le plus riche des contribuables : près de six mois après la date fixée, seul le quart de la somme visée est réuni. Louis-Marie de La Révellière-Lépeaux, un des cinq Directeurs, raconte : « Il n’y avait dans les magasins ni un sac de farine ni même un seul grain de blé. C’était au point qu’à Paris on ne pouvait assurer régulièrement chaque jour à chaque individu la chétive pitance de deux onces [environ soixante grammes] de pain ou d’une poignée de riz […]. Les autres denrées alimentaires étaient aussi difficiles à se procurer ».
Face à la crise persistante, le Directoire accepte la fin de l'assignat (45 milliards sont alors en circulation) : le 19 février 1796, les planches d'impression sont publiquement brisées. Craignant un retour brutal à la monnaie métallique alors que celle-ci reste rare, le gouvernement choisit d'émettre avec l'aide des banques une nouvelle monnaie-papier : ce sont les mandats territoriaux. Leur cours étant lié, comme celui de l'assignat, à l'évolution du marché, ils connaissent un échec rapide et, après une nouvelle tentative de monnaie fiduciaire sous la forme de rescription de l'emprunt forcé, ils sont supprimés en février 1797. La période est donc dominée par la crise et un manque de liquidités, avec alternance entre inflation et déflation, recours à des solutions souvent inefficaces, et remplissage des caisses par le pillage des territoires conquis.
Un assainissement des finances de l’État est nécessaire. Avec la fin des mandats, l'obstacle posé par la crise monétaire est résolu. Le reste de l'assainissement est effectué par le ministre des Finances, Ramel-Nogaret. Par la loi du 30 septembre 1797, il résout en partie la question de la dette publique en ayant recours au tiers consolidé. Il s'agit de renoncer au remboursement de deux-tiers de la dette, le tiers restant étant remboursé sous forme de bons permettant l'acquisition de biens nationaux ; bons qui perdent très rapidement en valeur. Cette banqueroute déguisée attire de nombreux reproches au régime, le gouvernement étant vu comme un gouvernement de voleurs et d'incapables par ses adversaires. D'autre part, le système des impôts est modifié ; les impôts directs sont abaissés et rendus plus justes, tandis que leur prélèvement, désormais confié à une administration dédiée, devient plus efficace. La baisse des impôts directs est par ailleurs compensée par plus d'impôts indirects, notamment le « droit de passe » destiné à financer les travaux de voirie, lequel suscite de grandes oppositions. Des barrières sont rétablies sur les routes, entraînant protestations et fraudes, et le 27 vendémiaire an VII (18 octobre 1798), l'octroi est rétabli à Paris. Les sommes prélevées s'accroissent ainsi, mais ne parviennent pas à compenser les dépenses de l’État qui continue à extorquer les pays conquis pour couvrir jusqu'au quart de son budget.
Sous le Directoire, la France se dote également d'institutions financières semi-publiques efficaces, en particulier la Caisse des comptes courants. Le Directoire assure aussi la consolidation du droit des sûretés par plusieurs textes et notamment les lois des 11 brumaire et 21 ventôse an VII qui posent les bases d'un système hypothécaire et d'un statut du conservateur des hypothèques qui perdurera jusqu'en 2012. Aussi, si l'économie a connu une crise certaine sous le régime, celui-ci a également su poser des bases durables pour le devenir financier du pays puisque des dizaines de banques privées font leur apparition, devenant le socle d'un tissu entrepreneurial et commercial solide. Le Consulat et Napoléon Bonaparte bénéficient par la suite de ces bases et s'en attribuent le mérite dans la mesure où le Directoire n'a pas eu le temps de voir ses entreprises couronnées de succès.

### Acteurs de l'économie et évolutions

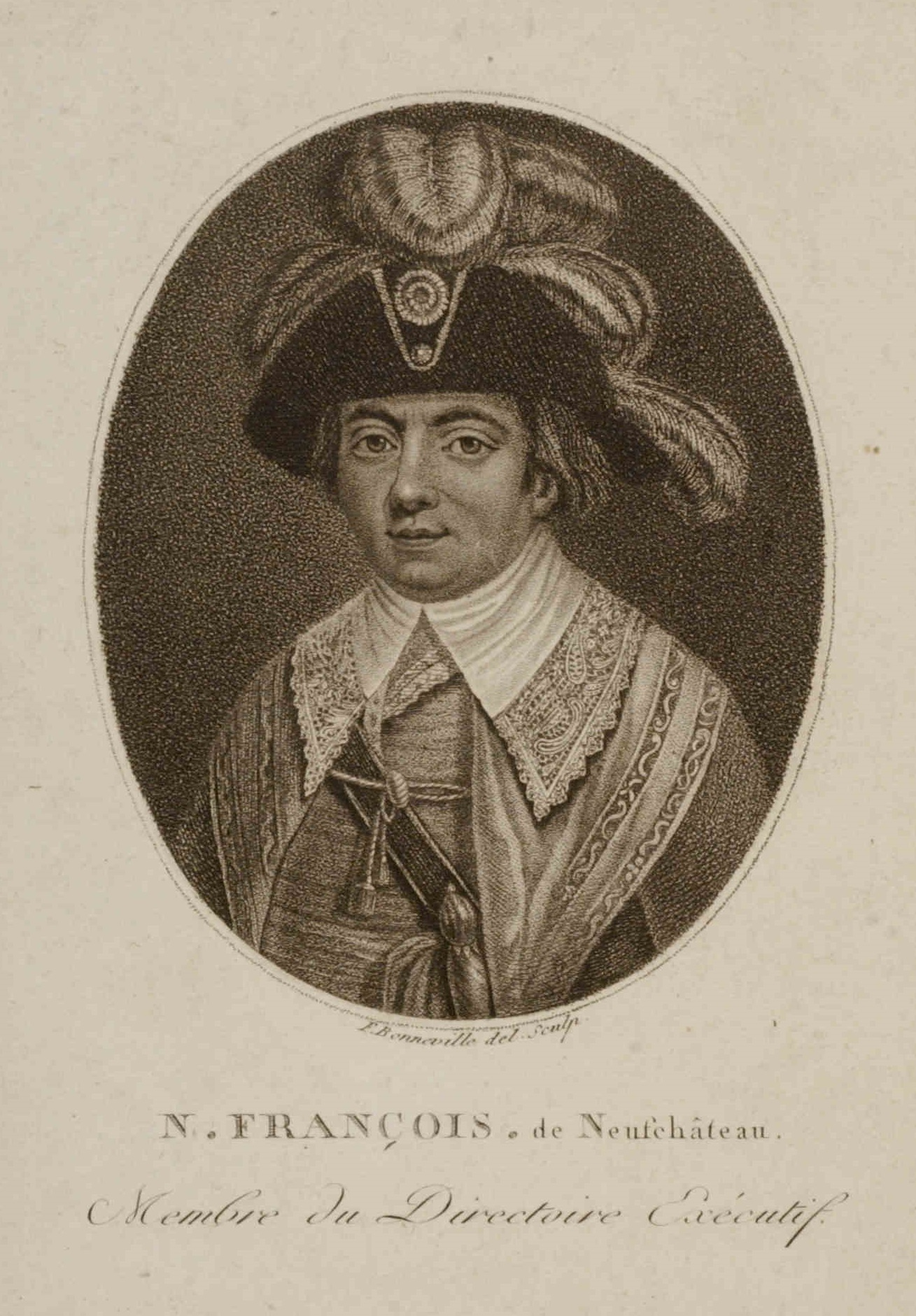
François de Neufchâteau est à l'origine de la mise en place d'outils statistiques destinés à étudier la population et l'économie du pays.

Sous l'action du ministre de l'Intérieur François de Neufchâteau, le Directoire se dote peu à peu d'outils statistiques pour étudier la population et l'économie du pays. Par des circulaires, il est demandé aux commissaires du Directoire de dresser un tableau de la région dont ils ont la charge. Afin de stimuler l'économie sans pour autant y intervenir directement, le régime a également recours à des entreprises mettant en valeur les initiatives pertinentes dans les domaines agricoles et industriels, par exemple par le biais d'expositions comme l'exposition nationale des produits de l'industrie, à Paris en septembre 1798.
Ces initiatives se démarquent notamment dans le secteur agricole, le gouvernement essayant de faire apparaître clairement (notamment par voie de presse), les innovations utilisées par les propriétaires les plus éclairés, notamment en termes de machinerie. Malgré cela, le secteur connaît une crise, notamment lors des gelées de 1799 suivies par un été torride, qui détruisent une partie des récoltes. Une évolution s'amorce notamment, avec l'adoption progressive de nouvelles techniques d'irrigation, d'outillages, et de cultures : la pomme de terre se popularise, permettant de limiter l'ampleur des famines. Une partie de la population paysanne reste toutefois réticente au changement, et les innovations ne s'implantent pas uniformément sur le territoire. Par ailleurs, la Révolution a accru le phénomène de déforestation, qui devient un problème important sous le Directoire sans pour autant que l’État n'y réponde.
L'industrie est, pour sa part, marquée par un certain nombre de transferts de propriétés et de créations d'usines. La main d’œuvre ouvrière est parfois agitée et des grèves éclatent durant toute la période. Les patrons attendant des mesures de la part du Directoire sont déçus de son inaction. Si la machine s'introduit progressivement dans l'industrie française, la modernisation fait face à un obstacle majeur : le manque de capitaux. Le bilan industriel de la France sous le Directoire est donc mitigé. Les affaires et le commerce intérieur sont gangrenés par l'insécurité, le brigandage et le mauvais état des routes, tandis que les conquêtes favorisent le grand commerce avec l'Europe du Nord au détriment du commerce colonial. Plus que vers le commerce ou l'industrie, les milieux d'affaires se tournent vers la spéculation, ce qui nuit à l'économie du pays.
Les crises frumentaires marquent la période, et la suppression du papier monnaie entraîne une importante déflation. Certains, par la spéculation et la proximité avec les milieux politiques (notamment Barras), réussissent à accumuler de grandes fortunes, mais à l'inverse, la misère populaire est également très frappante. Les crises frumentaires poussent bien des pauvres à l'hospice, et on relève dans la capitale un nombre de suicides tel que sa publication est interdite. Les campagnes sont également touchées et le chômage y augmente. Ces chômeurs rejoignent souvent les villes où ils ne parviennent pas plus à trouver du travail.

## La société durant le Directoire

### Mœurs, croyances et éducation

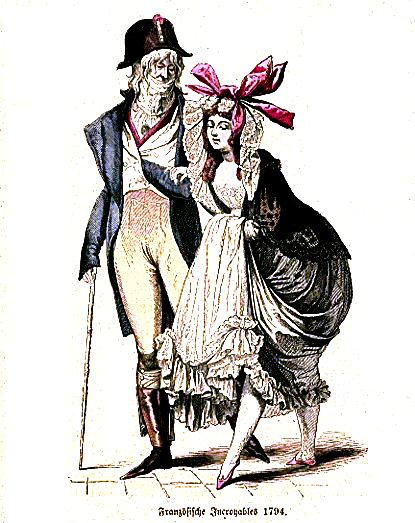
Les Incroyables et Merveilleuses, figures de la jeunesse dorée parisienne, sont symboliques de l'époque du Directoire.

La fin du régime de la Terreur sonne comme une libération pour la société française. La jeunesse dorée se fait exubérante et opte pour des tenues souvent découvertes : c'est la mode des Incroyables et Merveilleuses héritière de la Jeunesse dorée de Fréron en 1794. Cette mode outrancière reste toutefois très marginale, tout comme les signes politiques vestimentaires affichés par les royalistes.
Ceux qui ont profité du contexte économique et politique pour s'enrichir se laissent souvent aller à de grandes dépenses pour organiser des bals et soupers somptuaires, mais aussi pour participer à des jeux d'argent. Les salons tenus dans les hôtels particuliers des dames Récamier, Tallien et Beauharnais réunissent les élites politiques, militaires et culturelles. Ce mode de vie fastueux, dépeint avec un certain dédain par les frères Goncourt dans leurs travaux sur la société de l'époque, reste cependant limité à une minorité parisienne. La période est en revanche difficile pour les classes les plus populaires : le chômage augmente, de même que le nombre de marginaux. Les reculs du Directoire sur l'assistance aux pauvres n'améliorent pas la situation. Des groupes de brigands sillonnent les campagnes, un problème qui atteint des proportions telles que les conseils votent le 15 avril 1797 la peine de mort à leur encontre.
D'un point de vue religieux, le Directoire fait figure de période d’apaisement. Les mesures contre les prêtres réfractaires sont appliquées avec de moins en moins de rigueur, et finissent par être annulées en 1797, marquant le retour des « bons prêtres » dans les campagnes, notamment à l'Ouest. À l'inverse, les jureurs se retrouvent marginalisés et certains reviennent sur leur serment. De même, les croix qui avaient été interdites sur les clochers et dans les cimetières reviennent dans le paysage malgré la loi. Par ailleurs, la République renonce à l'enseignement gratuit, faute de moyens, et accepte la réouverture d'écoles religieuses. Après le Coup d'État du 18 fructidor an V, cependant, la législation se renforce contre les réfractaires, demandant aux prêtres de prêter un serment de « haine à la royauté et à l'anarchie ». Une grande partie des réfractaires sont arrêtés ou déportés, parfois même exécutés. Si, malgré cela, l'assistance aux offices s'accroit, le respect des sacrements et de préceptes religieux diminue, comme en témoignent notamment la multiplication des divorces et suicides. Une partie de la France rompt progressivement avec ces valeurs.

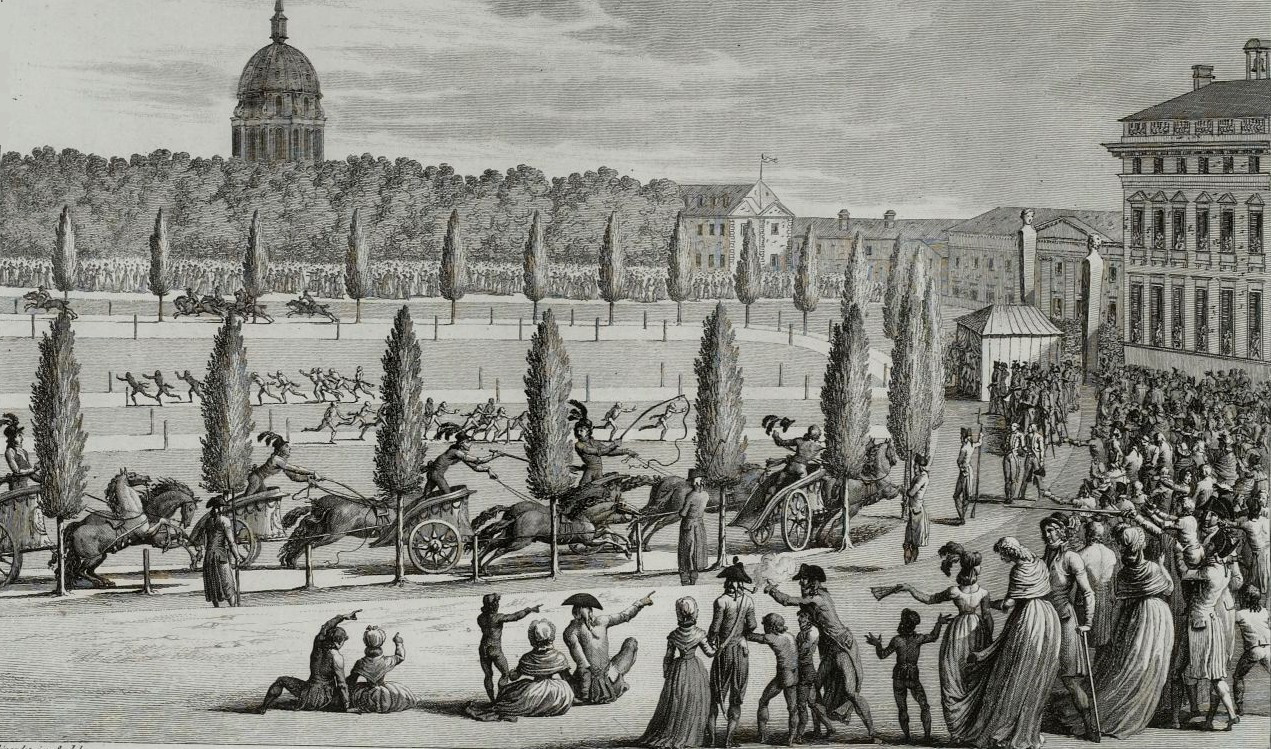
Olympiade de la République le 22 septembre 1796, (musée de la Révolution française).

D'autre part, les élites sont touchées par le courant des idéologues, qui se voient comme les héritiers des Lumières. Le Directoire espère établir une religion républicaine, en alternative à l'athéisme : c'est ainsi que naît la théophilanthropie qui trouve également ses adeptes dans les élites. Cependant, les positions de plus en plus anticléricales et proches du jacobinisme de ce nouveau culte finissent par lui attirer la suspicion du régime. D'autre part, le Directoire essaie de créer un engouement civique en donnant des fêtes à la République. Le décadi chômé est ainsi rendu obligatoire et des fêtes sont organisées ce jour-là ; à l'inverse, l'usage du calendrier chrétien est de plus en plus sanctionné. Afin de faire rentrer la République dans les mœurs, certains jours symboliques donnent lieu à des fêtes grandioses pour la fondation du régime, la mort de Louis XVI… Parmi celles-ci, l'Olympiade de la République sort du lot avec plus de 300 000 spectateurs assistant à des épreuves sportives au Champ-de-Mars de 1796 à 1798. Mais ces fêtes trop sérieuses, ne parviennent pas à obtenir l'adhésion des masses populaires. À l'exception de quelques bourgeois, la théophilanthropie ne parvient pas à séduire et finit par disparaître en 1801.

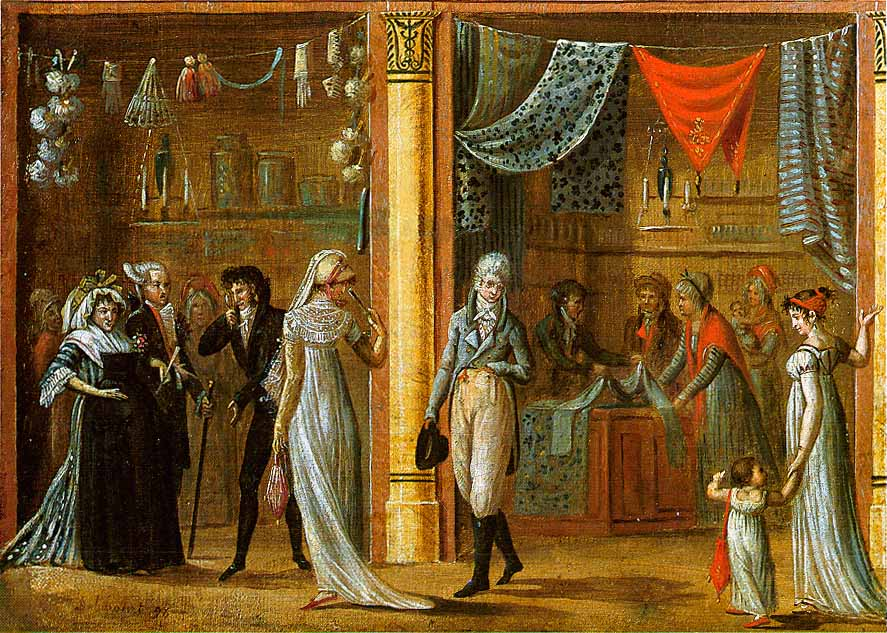
La Promenade de la galerie du Palais-Royal, par Philibert-Louis Debucourt (1798).

Le régime, en créant une importante administration, fait également beaucoup pour former ses cadres. Des écoles centrales départementales fournissent un enseignement secondaire, et l'enseignement supérieur connait quelques innovations. La bourgeoisie boude cependant l'enseignement républicain. Le régime peine en revanche à établir une carte scolaire efficace : l'insécurité des routes empêche aux écoles de campagne d'avoir un grand rayonnement, et bien des instituteurs sont en réalité illettrés. Plus gênant encore pour le Directoire, d'autres enseignent à partir de leurs livres de catéchisme. En l'an VI, le gouvernement renforce son contrôle et ferme certaines écoles ; mais un projet de rémunération des instituteurs par l’État est rejeté par le Conseil des Cinq-Cents. L'éducation des classes populaires reste donc minime. De façon générale, le régime directorial renonce à l'éducation des masses, en abandonnant la gratuité et l'obligation de l'enseignement. Cependant, le Directoire bénéficie de la création de l'Institut de France par la dernière loi de la Convention, le 25 octobre 1795. L'Institut vise à remplacer les académies, supprimées en 1793, et à diffuser les idées des Lumières. Le Directoire poursuit également l’œuvre d'archivage et de conservation entamée en 1790 et poursuivie par la Convention avec la création des Archives nationales en créant pour sa part les Archives départementales par la loi du 5 brumaire an V (26 octobre 1796).

### Art et culture

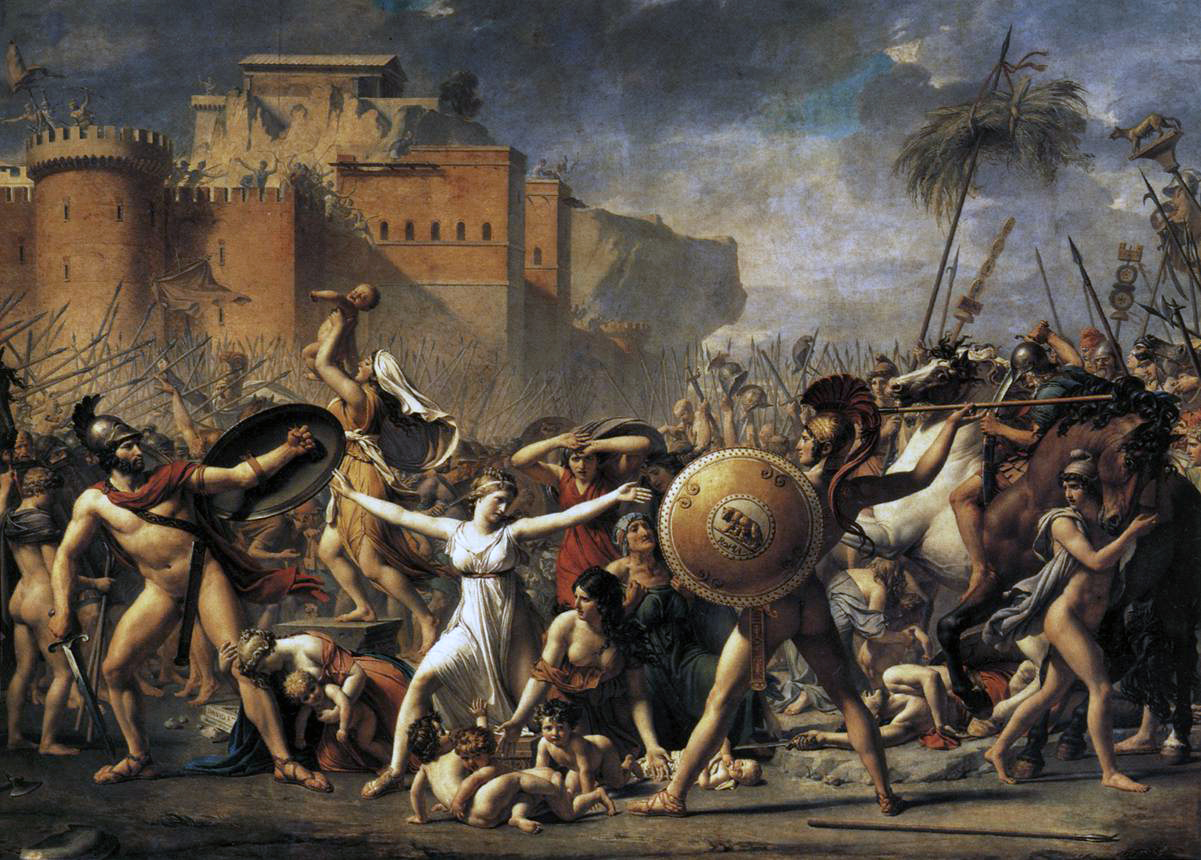
Les Sabines, par Jacques-Louis David est une peinture symbolique de l'inspiration classique qui marque la peinture sous le Directoire.

L'art sous le Directoire fait partie des outils du régime pour établir une nouvelle société. Cependant, il reste en retrait durant ces quelques années, le climat économique n'étant pas propice aux commandes. Le théâtre est pour sa part victime de la censure. Les classiques, à l'exception de Jean Racine, ne sont plus populaires, à l'inverse des pièces du XVIIIe siècle. Beaucoup de pièces d'actualité à la durée de vie éphémère voient le jour, mais la volonté de plaire au pouvoir incite les auteurs à n'aborder que des thèmes banals. Des pièces sentimentales et populaires rencontrent également un grand succès.
L'architecture a pour principal objectif de s'inscrire dans le cadre de la républicanisation du pays. Des projets grandioses fleurissent à l'époque, pour des arcs de triomphe, des temples et autres monuments à la gloire de la Nation dans la continuité des fêtes républicaines organisées par le Directoire. Du point de vue du mobilier, le style Directoire dépasse assez largement la période du régime lui-même. Il s'adapte aux circonstances en essayant de produire des produits plus accessibles aux acheteurs. L'ébénisterie connaît également un nouvel essor, et le mobilier devient à la fois sobre et élégant. L'inspiration est souvent classique, avec des retours aux influences de la Grèce antique, de Rome, de l'Étrurie et de l'Égypte (y compris avant la campagne de 1798-1799). Le style est également guidé par l'influence anglaise et annonce le style Empire.
L’État encourage les beaux-arts et organise un Salon annuel où sont exposées les œuvres en vogue. Elle suit également cette mode antique. David s'y distingue avec des œuvres engagées comme Les Sabines, et les thèmes issus de la mythologie grecque et romaine, politiquement neutres, sont très appréciés. La bourgeoisie apprécie les portraits qui marquent son ascension sociale. Beaucoup d'artistes vivent de ce genre de peinture à leurs débuts. Certains peintres préfèrent des sujets patriotiques, comme Jean-Jacques Le Barbier avec La Mort du général Marceau, ou Carle Vernet avec La Fidélité des hussards français. Cette forme d'art patriotique ressort également dans la musique. En 1797, un opéra intitulé Les Obsèques de Hoche rend ainsi hommage au général récemment décédé.
La diffusion de l'art est également encouragée. Le Directoire bénéficie de la politique muséale qui est une constante de la Première République. La campagne d'Italie permet l'acquisition de nombreuses œuvres d'art qui sont finalement exposées dans le musée du Louvre inauguré en 1793, malgré les protestations de Quatremère de Quincy qui s'oppose aux saisies.

## Politique extérieure de la France directoriale

### Une période de conflit permanent

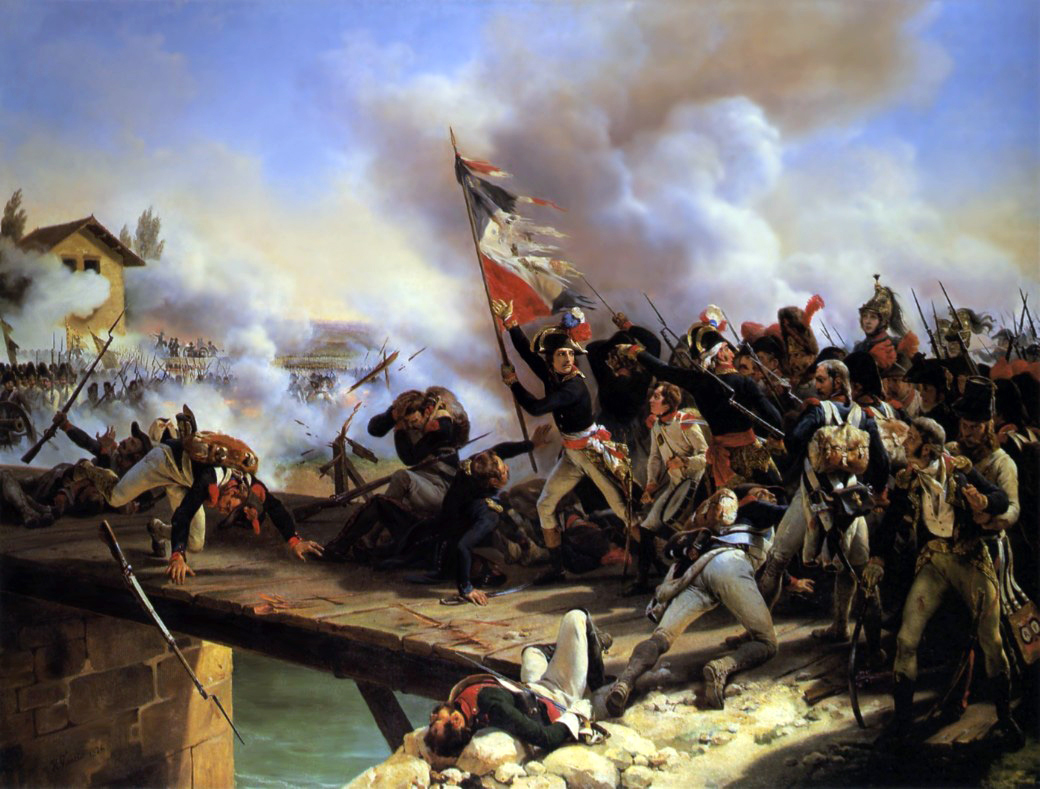
La bataille du Pont d'Arcole est une des victoires remportées par Bonaparte durant la campagne d'Italie.

La convention thermidorienne puis le Directoire héritent d'une situation extérieure compliquée depuis que les Girondins ont lancé la France dans la guerre en 1792. Plusieurs questions se posent : tandis que les contre-révolutionnaires désireraient voir cesser la guerre au plus tôt, les Montagnards restants se félicitent des victoires des armées révolutionnaires. Pour le nouveau pouvoir, la guerre reste une manière de remplir les caisses de l’État et de payer l'armée. Un débat s'engage donc entre ceux qui voudraient rendre à la France ses anciennes frontières et ceux qui lui préfèrent ses « frontières naturelles », étendues jusqu'au Rhin, aux Alpes et aux Pyrénées. Une autre question se pose : quel sort réserver aux territoires conquis ?
Constante du régime, la guerre se décline sur plusieurs fronts. Les ennemis principaux sont alors la Grande-Bretagne et l'Autriche, les principales autres parties de la Première Coalition (en particulier la Prusse) s'étant retirées du conflit. Au sein des armées françaises, le nationalisme cède désormais le pas au désir de butin et aux perspectives de pillages juteux. C'est ainsi que le Directoire mène plusieurs campagnes au succès parfois relatif (en Allemagne, notamment, où les armées françaises subissent plusieurs revers), et parfois des échecs retentissants (débarquement avorté en Irlande, campagne d'Égypte). La campagne d'Italie menée par Napoléon Bonaparte est en revanche un grand succès qui doit cependant plus à la politique personnelle du général qu'à celle des Directeurs, trop occupés par la gestion des troubles politiques qui surviennent en France à la même période. Les difficultés de la France s'accroissent également lorsqu'est formée la Deuxième Coalition qui menace notamment l'Italie. Pour y faire face, le Directoire doit mettre en place la conscription par la loi Jourdan-Delbrel.
La période est également marquée par des troubles outre-mer. Les États-Unis, désireux de se rapprocher de la Grande-Bretagne, mettent ainsi fin à l'alliance franco-américaine. Des incidents diplomatiques entraînent une quasi-guerre et des escarmouches entre corsaires à partir de 1797. À la même époque, la Révolution haïtienne se poursuit. À l'époque du Directoire, Toussaint Louverture prend de plus en plus d'importance sur l'île et parvient à faire renvoyer en août 1797 le commissaire Sonthonax, nommé au Conseil des Cinq-Cents. Il dispose ainsi d'une certaine tranquillité, renforcée par la reddition des Britanniques qu'il obtient en 1798. Le Directoire ne se charge cependant pas de reprendre le contrôle de l'île, et l'arrestation de Louverture, de même que le rétablissement de l'esclavage, se font sous le Consulat.

### Républiques sœurs et influence française

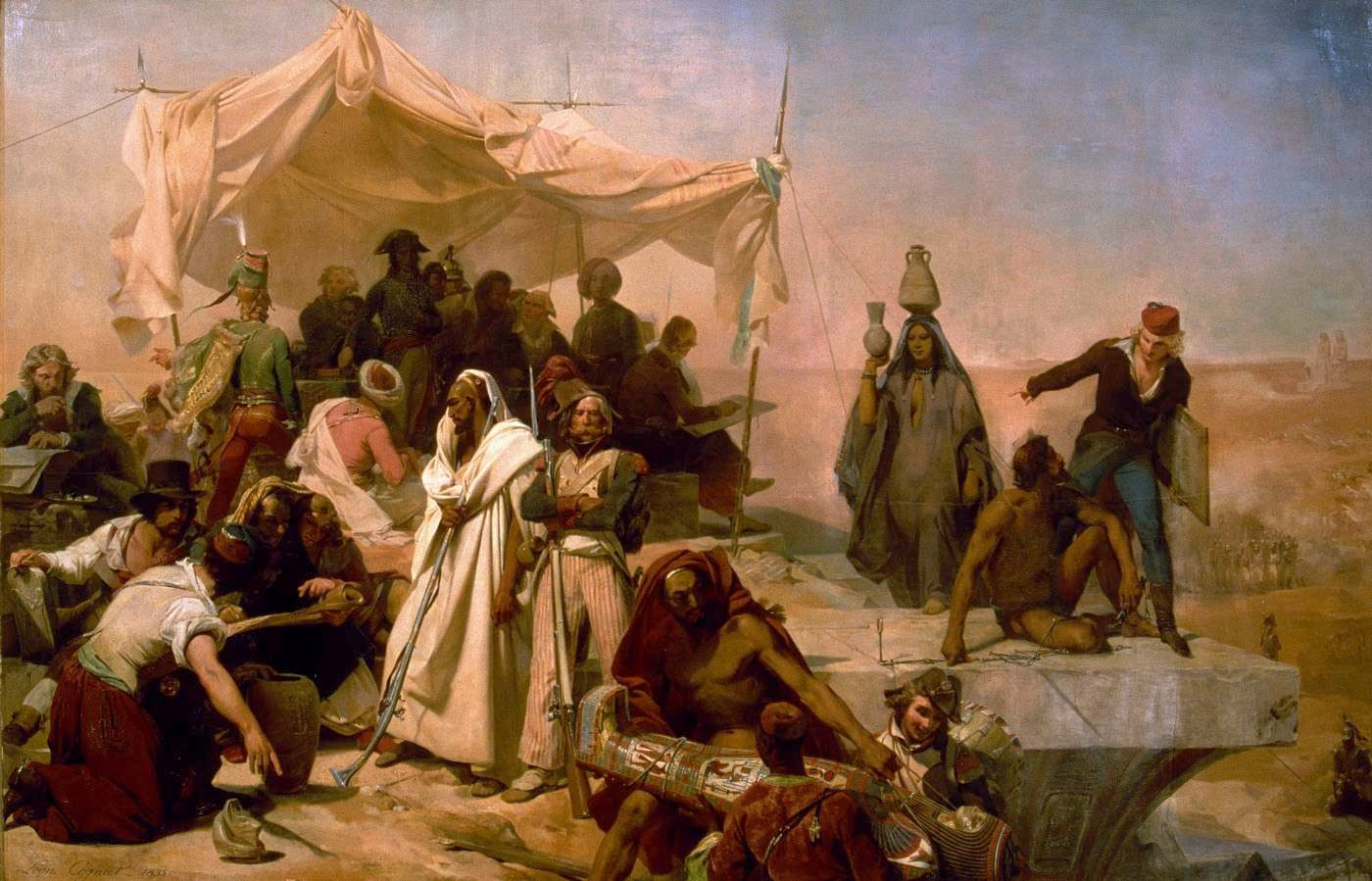
160 scientifiques accompagnent les armées lors de la campagne d’Égypte.

Au sein du Directoire, la politique étrangère est menée par Jean-François Reubell, soutenu par deux autres Directeurs, Paul Barras et Louis-Marie de La Révellière-Lépeaux. Alsacien, il est favorable à une expansion vers le Rhin. Le régime entend par ailleurs reprendre un héritage idéologique de la Convention : la France, en tant que puissance éclairée, se doit de libérer les pays voisins et d'apporter aux peuples la liberté, la souveraineté et la civilisation. C'est à ce titre que sont fondées nombre de « Républiques sœurs », aux constitutions très inspirées de celle du Directoire. Dans la continuité de la République batave fondée début 1795, d'autres sont formées comme la République helvétique. Elles sont loin d'être indépendantes, cependant, et doivent prendre en charge les armées françaises qui résident sur leur sol (25 000 hommes dans le cas de la République batave).
En Italie, Bonaparte opère sans l'aval des Directeurs et organise les Républiques sœurs du nord de la péninsule sans prendre en compte l'avis de l'exécutif français. Sont ainsi fondées la République cisalpine et la République ligurienne. D'autres généraux poursuivent ensuite les opérations en créant notamment la République romaine et la République parthénopéenne (ou napolitaine). Bien que reposant sur le principe de liberté des peuples, ces créations se font au mépris de la volonté des populations. La création des Républiques s'accompagnant de pillages, parfois encouragés par le pouvoir (comme en Suisse par le beau-frère de Reubell, commissaire missionné sur les lieux), les nouveaux régimes sont souvent impopulaires. La République helvétique doit ainsi faire face un an après sa création à des poussées contre-révolutionnaires qui ne sont matées que quatre ans plus tard.
La campagne d’Égypte répond également, officiellement, à ce désir d'éclairer les autres peuples en leur apportant la culture, la science et, de façon générale, la civilisation. C'est ainsi que 160 savants accompagnent l'expédition militaire afin d'étudier les différents aspects du territoire. Les disciplines sollicitées sont nombreuses : archéologues, géologues, cartographes, géographes sont ainsi mis à contribution. Bonaparte déclare ainsi vouloir chasser l'oppresseur mamelouk pour rendre au pays sa gloire millénaire, et vante les progrès scientifiques arabes du temps des califes. Cependant, cette politique ne fonctionne pas. Les Français sont perçus comme de nouveaux croisés, et les enseignements des Lumières ne séduisent pas les élites égyptiennes. Bien que l'expédition se révèle un échec retentissant et que Bonaparte lui-même doive rentrer subrepticement en France au milieu de la campagne, elle garde un très grand prestige qui contribue à la légende napoléonienne, tandis que l'égyptomanie est relancée par les découvertes.

## Héritage du régime

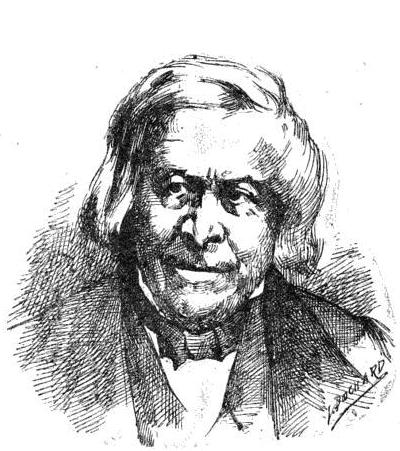
Une partie de l'historiographie place le Directoire hors de la Révolution française, à l'image de Jules Michelet qui considère que la période meurt avec Robespierre.

Le Directoire n'est pas toujours inclus dans la Révolution française. Ainsi, Jules Michelet préfère clore sa version de la Révolution avec la mort de Robespierre. D'autres historiens de la période préfèrent par la suite la faire durer jusqu'au coup d'État de Brumaire : c'est notamment le cas de Pierre Gaxotte, Georges Lefebvre et de François Furet,. Cependant, la période est également parfois réunie avec le Consulat par Albert Soboul ou plus tard Jean Tulard, qui voient une unité dans la période s'étendant de 1794 à 1804 : ces dix années voient en effet la révolution être freinée (en particulier avec la fin de la Conjuration des Égaux), tandis qu'une stabilisation du pays se met peu à peu en place, la proclamation de l'Empire mettant fin au provisoire. Le débat historiographique vise donc notamment à savoir si le Directoire est l'une des dernières péripéties de la Révolution, une république bourgeoise menant progressivement à l'Empire, ou encore un régime portant un caractère inédit.
Qu'il soit inclus ou non dans la Révolution française, le Directoire marque une période souvent délaissée par les historiens, et souvent discréditée. Entre la chute de Robespierre et l'avènement de Napoléon Bonaparte, la période de 1795 à 1799 passe pour un médiocre intermède. Une « légende noire » du régime se forge dès les débuts du Consulat, à l'instigation des brumairiens qui tentent ainsi de justifier le coup d'État en faisant passer le régime pour foncièrement inefficace. Le nouveau régime lance des enquêtes sur l'état du pays, qui en dressent un tableau très sombre qui, bien que réel dans son ensemble, est souvent trop noirci par omissions. D'autre part, le Directoire souffre de la double opposition monarchiste et jacobine : les historiographes contre-révolutionnaires ou orientés à gauche n'en ont donc que plus de mépris à l'encontre de ce régime et de ceux qui en ont été les principaux acteurs, notamment Barras. Ainsi, en 1968, François Furet et Denis Richet attribuent cette indifférence ou ce discrédit à l'antiparlementarisme, qu'ils estiment être une « tradition tenace » de la vie politique française.
Cette historiographie négative dénonce notamment une période qui cumule l'instabilité politique et économique. Cependant, une nouvelle génération d'historiens a depuis cherché à trouver des mérites au régime.. C'est notamment le cas de Jean-René Suratteau qui a consacré de nombreux travaux au Directoire, notamment en ce qui concerne les élections et personnalités (en particulier le Directeur Jean-François Reubell). L'histoire militaire de la période et notamment les campagnes de Bonaparte sont en revanche, et depuis longtemps, très documentées.
Le Directoire est le témoignage de la volonté de la bourgeoisie républicaine modérée de voir survivre un régime adapté à ses besoins, et de « terminer la Révolution » comme le proclame la Constitution de l'an III. Si cette tâche est finalement accomplie par le Consulat, ce dernier bénéficie de bien des bases posées par le Directoire, notamment en ce qui concerne l'appareil statistique mis en place, ou encore la refonte du système de prélèvement des impôts. La courte durée du régime n'a pas permis d'évaluer directement ses effets.